# Creature magiche di Harry Potter
Nel mondo magico di Harry Potter, creato dalla scrittrice britannica J. K. Rowling, si incontrano numerose creature magiche. Alcune vengono solo nominate mentre altre vengono incontrate da Harry e dai suoi amici nel corso delle loro avventure o durante le lezioni di cura delle creature magiche a Hogwarts. Un elenco più esaustivo e dettagliato delle creature che compaiono nella serie è stato redatto dalla Rowling sotto forma di bestiario nel libro Gli animali fantastici: dove trovarli, mentre alcune creature che non erano state incluse nella serie di Harry Potter o solo menzionate fanno la loro comparsa nella serie di film Animali fantastici.

## Classificazione
L'Ufficio Regolazione e Controllo delle Creature Magiche del Ministero della Magia distingue le creature magiche in esseri, bestie e spiriti. Gli "esseri" comprendono tutte quelle creature con intelligenza sufficiente a comprendere, rispettare e plasmare le leggi della comunità magica. Gli esseri includono maghi e streghe, babbani, banshee, ciclopi, elfi domestici, folletti, giganti, megere, nani, ninfe dei boschi, orchi, vampiri e veela. Le "bestie" comprendono tutte quelle creature non-senzienti ma dotate di un corpo materiale e costituiscono il gruppo più nutrito di esseri viventi. I lupi mannari hanno una doppia classificazione: sono considerati esseri quando sono in forma di uomini e bestie quando sono trasformati. Altre eccezioni sono rappresentate dai centauri, maridi e leprecani, che pur avendo un'intelligenza pari a quella umana, hanno richiesto di far parte della categoria bestie dall'intelligenza quasi umana. Gli "spiriti", infine, comprendono esseri in stato di semi-vita e non corporei come fantasmi e poltergeist.
Secondo lo pseudobiblion Gli animali fantastici: dove trovarli, le creature magiche sono classificate anche in base al loro grado di pericolosità. La scala comprende: XXXXX per le creature più pericolose, "noto ammazzamaghi, impossibile da addestrare o addomesticare", XXXX per "pericoloso, serve un mago esperto", XXX per "un mago capace dovrebbe cavarsela", XX "innocuo" e X "noioso".
Varie creature, specialmente gli esseri, possono unirsi con gli esseri umani, dando origine a ibridi o semiumani. Vi sono mezzi giganti come Rubeus Hagrid e Olympe Maxime, mezzi folletti come il professor Filius Vitious e mezze veela come Fleur Delacour.

## Creature

### Acromantula

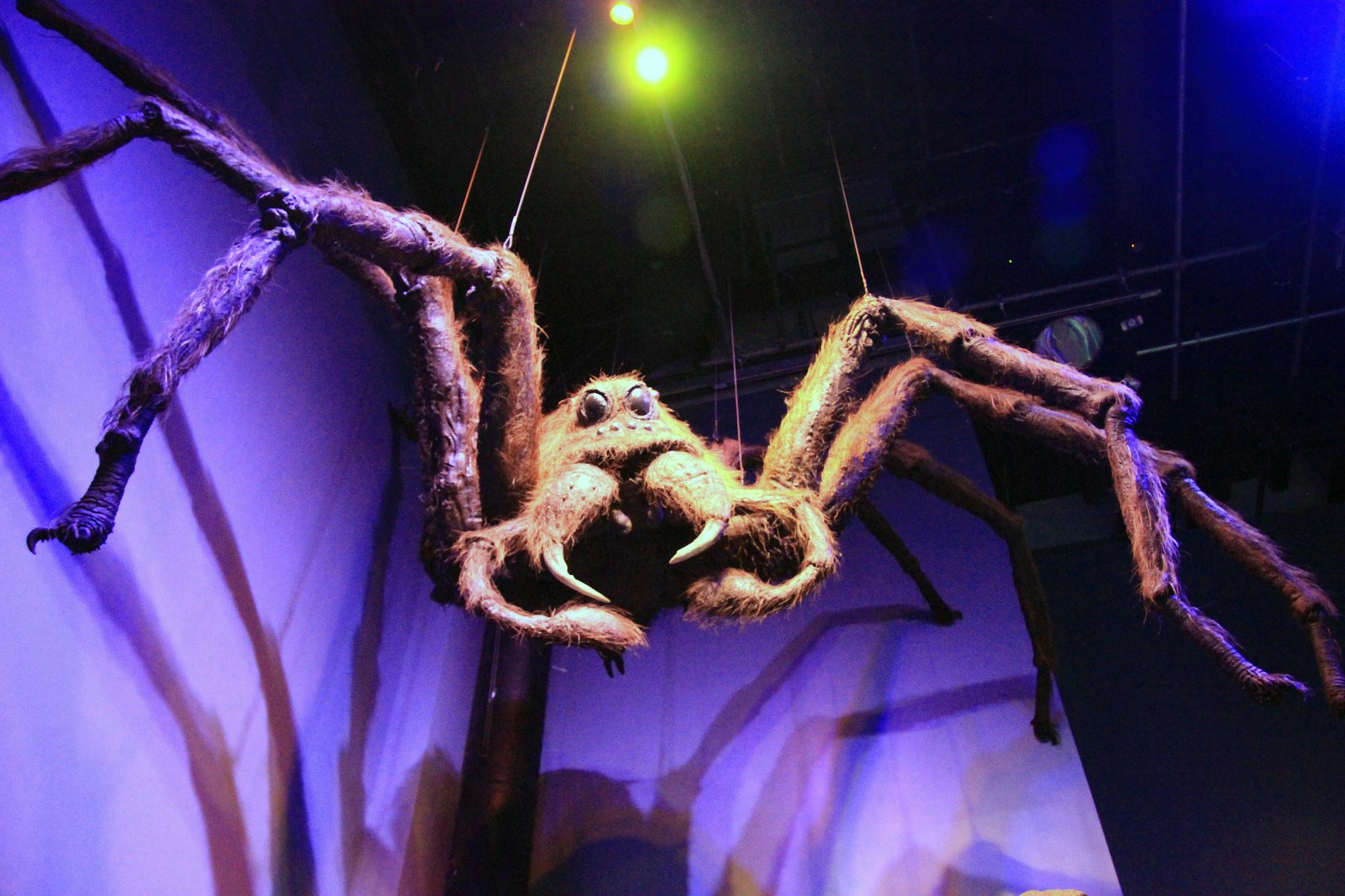
Ricostruzione di un'acromantula (Aragog)

Le acromantule sono enormi ragni neri ricoperti di peli. Nella classificazione delle creature magiche, l'acromantula è classificata come XXXXX. Possiedono un'intelligenza quasi umana e l'abilità di parlare e di comprendere il linguaggio umano. Sono dotate di zanne poderose e di un potente veleno; inoltre la loro dieta carnivora, la tendenza ad attaccare grosse prede e l'impossibilità di addestrarle le rendono pericolose per l'uomo. Le acromantule sono originarie del Borneo e vivono in gruppi all'interno di ragnatele a forma di cupola che tessono dal terreno. A causa della loro pericolosità, chi commercia uova di acromantula viene pesantemente sanzionato dal Ministero della Magia. Hagrid è stato espulso come studente da Hogwarts in quanto era in possesso dell'acromantula Aragog, ritenuto erroneamente essere il mostro della camera dei segreti. Harry e Ron si imbattono in un Aragog ormai adulto e nei suoi numerosissimi figli nella Foresta proibita ne La camera dei segreti.

### Avvincino

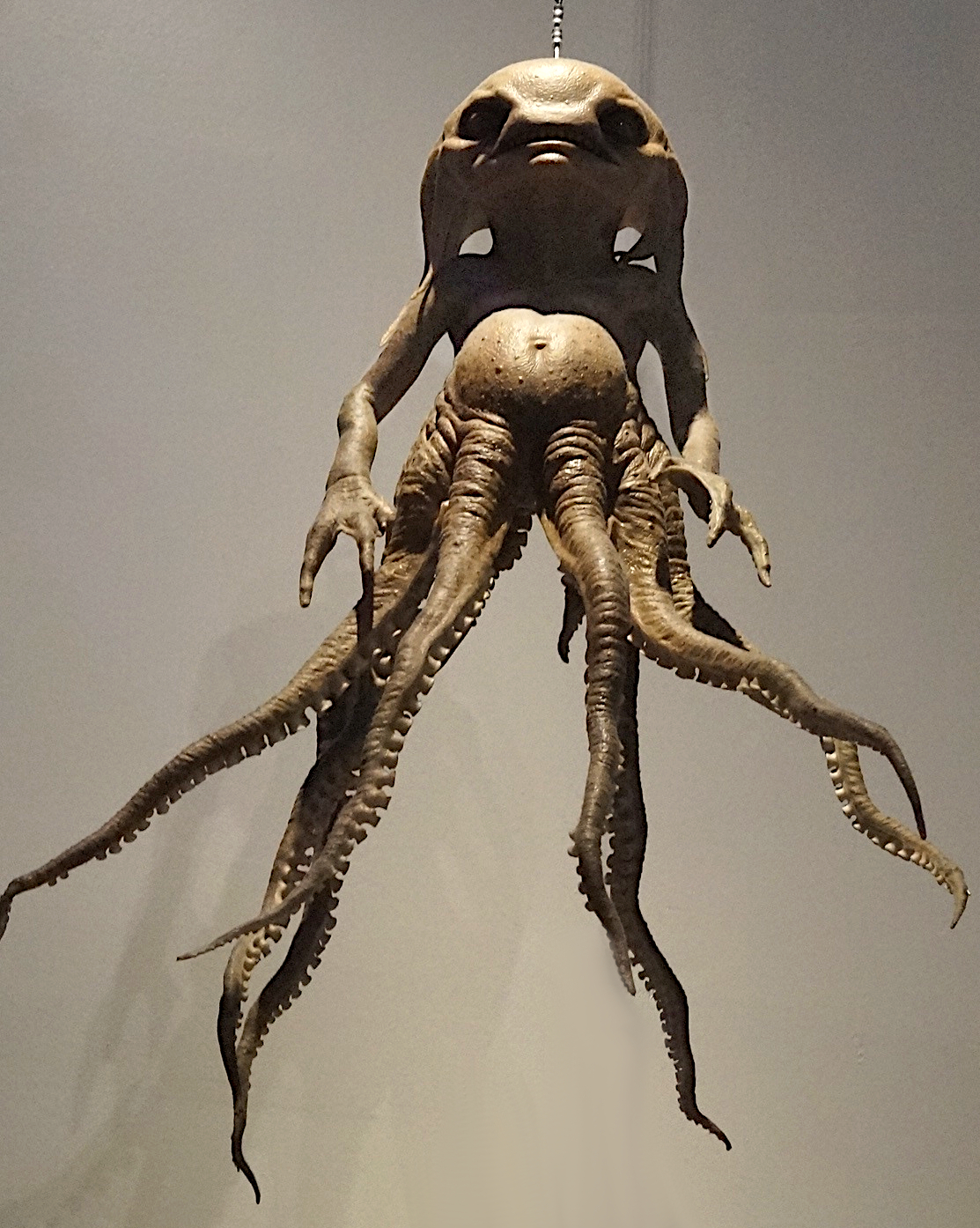
Un avvincino

Gli avvincini (Grindylows) sono dei piccoli demoni acquatici cornuti di colore verde pallido che si trovano nei laghi delle Isole britanniche. Hanno lunghe dita sottili prensili e forti. Sono aggressivi sia con i babbani che con i maghi, e sono classificati come XX. Talvolta i maridi li tengono nelle loro case come animali domestici e da difesa. Una colonia di avvincini vive nel Lago Nero di Hogwarts e compare ne Il calice di fuoco durante la seconda prova del Torneo Tremaghi.

### Basilisco

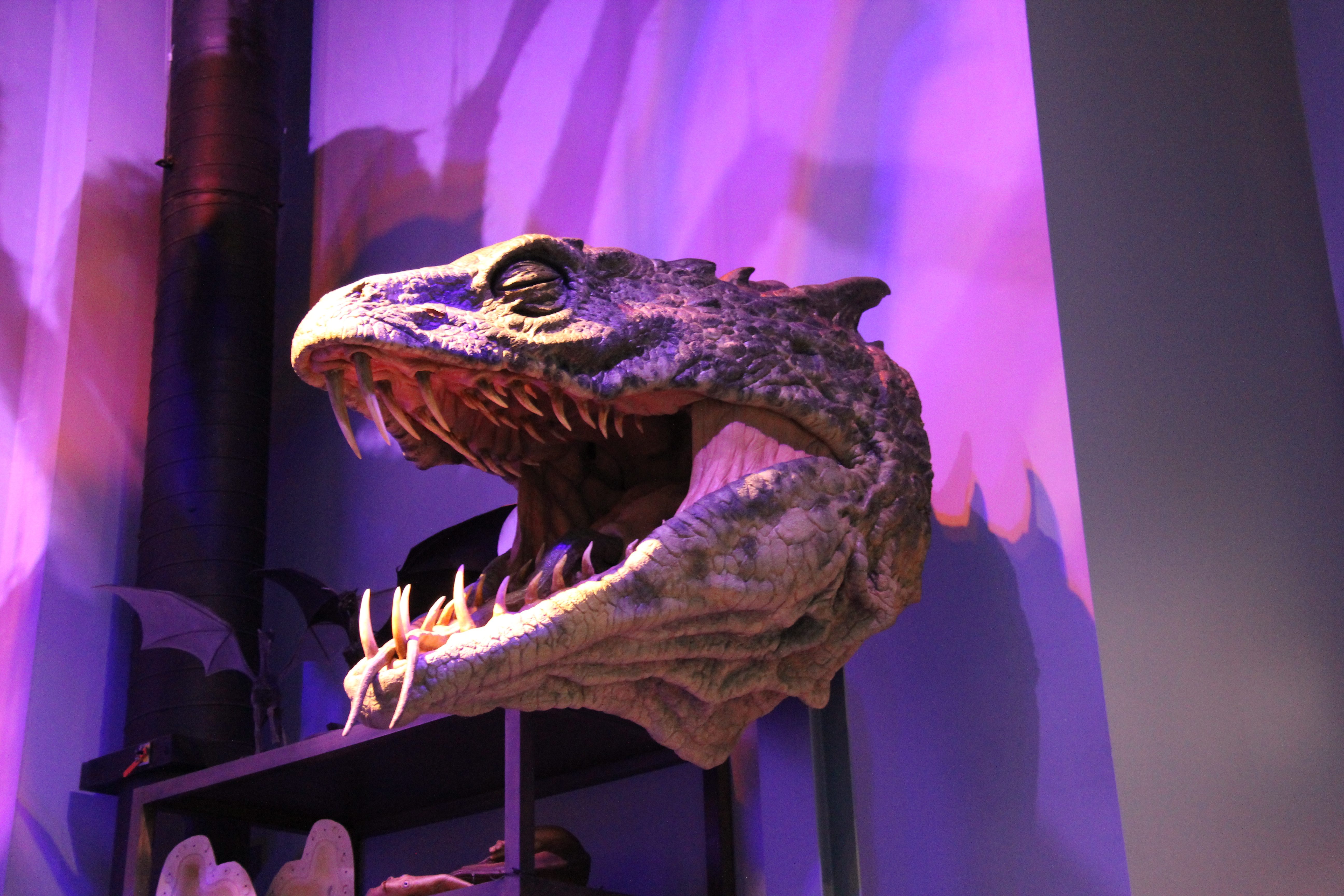
Riproduzione della testa del Basilisco

I basilischi (Basilisk), anche noti come re dei serpenti, sono degli enormi serpenti di lunghezza compresa tra i sei e i quindici metri e dal diametro di un tronco d'albero. Nascono da un uovo di gallina covato da un rospo e possono vivere per centinaia di anni. Le loro scaglie, che mutano a intervalli regolari e sono estremamente resistenti alla magia, sono di un verde brillante. Per uccidere le loro vittime i basilischi possono ricorrere alle loro zanne, che contengono un veleno potentissimo, o al loro sguardo, che uccide istantaneamente chiunque li fissi negli occhi. Guardandoli indirettamente, ad esempio attraverso un riflesso o una lente, si viene pietrificati. Sono i nemici mortali dei ragni, che li temono e fuggono di fronte a loro, mentre il canto del gallo è loro fatale.
I basilischi sono estremamente pericolosi per l'uomo, ma i rettilofoni più abili sono in grado di controllarli e di impartire loro degli ordini. Un basilisco viene rinchiuso da Salazar Serpeverde all'interno della camera dei segreti affinché elimini da Hogwarts tutti gli studenti nati babbani. Durante la prima apertura della camera ad opera di Voldemort la creatura uccide Mirtilla Malcontenta. Ne La camera dei segreti la stanza viene riaperta dal diario di Tom Riddle attraverso Ginny Weasley e il basilisco liberato nuovamente. Esso pietrifica Hermione, Penelope Light, Justin Finch-Fletchley, Colin Canon, Mrs Purr e Nick-Quasi-Senza-Testa, prima di essere ucciso da Harry tramite la spada di Godric Grifondoro. Il veleno di basilisco è una delle poche sostanze in grado di distruggere gli Horcrux, capacità che verrà acquisita anche dalla spada che ne rimarrà impregnata; uno dei pochi antidoti efficaci contro di esso sono le lacrime di fenice.

### Berretto rosso
I berretti rossi (Red caps) sono creature simili a dei nani diffuse nel Nord Europa, che vivono in buche in vecchi campi di battaglia o comunque dove sia stato versato sangue umano. Sono identificabili dal loro berretto rosso, che tingono con il sangue delle loro vittime. Anche se facilmente respingibili con incantesimi e maledizioni, sono molto pericolosi per i babbani, che cercano di randellare a morte nelle notti buie. Sono classificati come XXX. Appaiono nel terzo libro.

### Billywig
I billywig sono piccoli insetti originari dell'Australia classificati come XXX. Sono di colore blu zaffiro e volano molto velocemente, risultando difficili da acchiappare o anche solo individuare per maghi e babbani. Sono dotati di un pungiglione, le cui punture provocano vertigini e levitazione, e che viene impiegato essiccato nella preparazione di pozioni e dolciumi. I billywig vengono menzionati per la prima volta ne I Doni della Morte, in cui vengono chiamati celestini. Alcuni di loro appartenenti a Newt Scamander compaiono nel film Animali fantastici e dove trovarli.

### Bowtruckle
I bowtruckle, chiamati asticelli nei libri e servienti nei videogiochi, sono piccole creature simili a ramoscelli nodosi, che vivono su alberi il cui legno è della qualità necessaria per produrre bacchette. Normalmente schivi e pacifici, si difendono tenacemente da qualsiasi cosa minacci il loro albero con le loro dita puntute e affilate, pericolose per gli occhi. Per questo sono classificati XX. Compaiono nel quinto libro. Nel film Animali fantastici e dove trovarli, Newt Scamander ne possiede diversi esemplari nella sua valigia, tra cui spicca Picket, che è molto affezionato al suo padrone e che lo ha salvato in più di un'occasione.

### Centauro

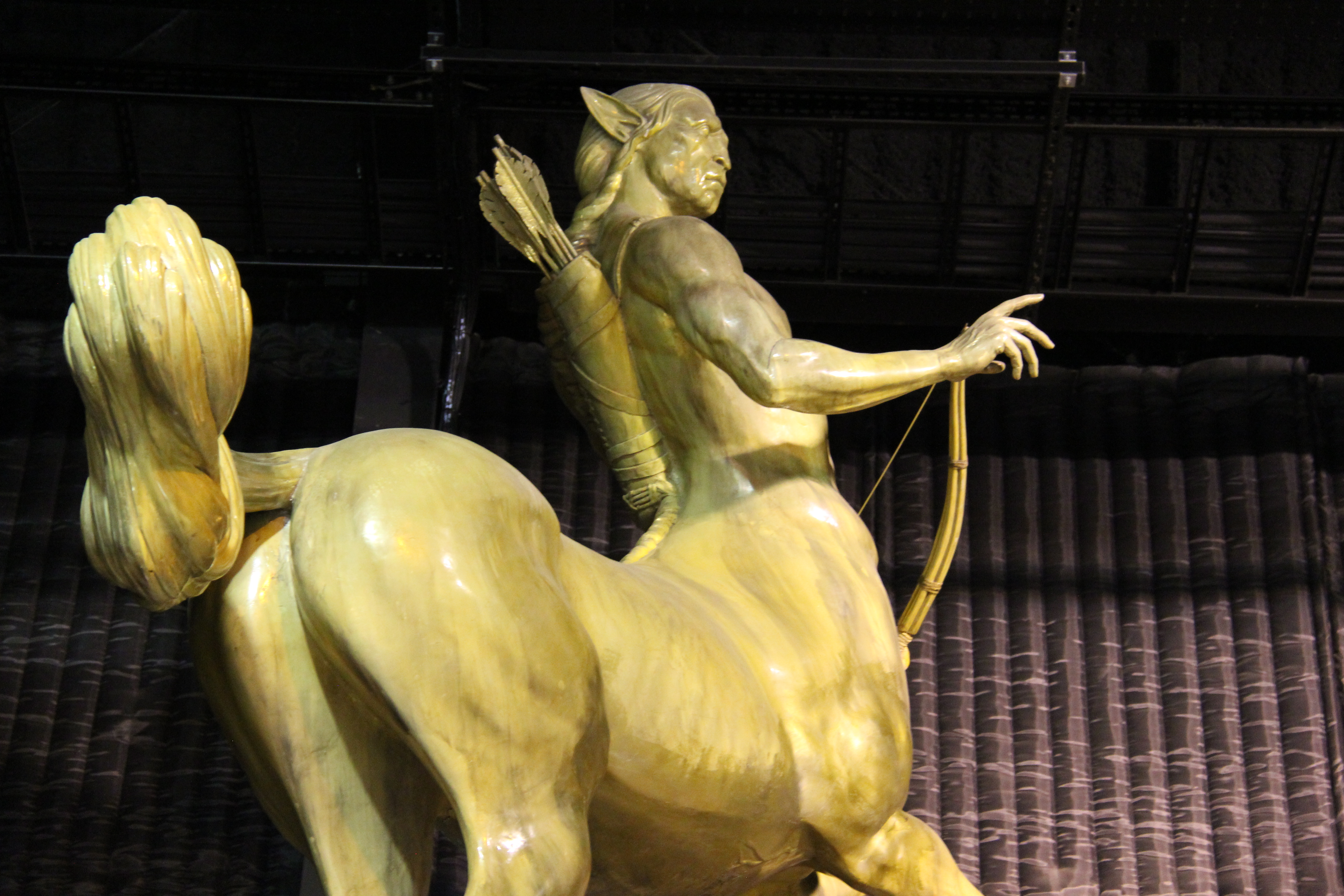
Riproduzione di un centauro

I centauri (Centaur) sono creature con il corpo di cavallo e il busto e la testa di forma umana. Sebbene ritengano di possedere un'intelligenza superiore agli esseri umani, hanno chiesto di essere esclusi dagli esseri per isolarsi completamente dagli affari delle altre specie, e vengono pertanto classificati tra le bestie di intelligenza quasi umana. Diffidano così tanto degli esseri umani che per un centauro è considerato uno stigma avere a che fare con maghi e streghe, e possono diventare pericolosi se feriti nell'orgoglio o se si minaccia il loro territorio. Sono classificati come XXXX. Vivono in branchi e sono soliti praticare il tiro con l'arco, la medicina, l'astronomia e la divinazione.
Un branco di centauri vive nella Foresta proibita. Il centauro Fiorenzo salva Harry da Voldemort ne La pietra filosofale e nell'Ordine della Fenice diventa l'insegnante di Divinazione a Hogwarts. Al termine del libro i centauri della Foresta proibita attaccano Dolores Umbridge dopo che lei li ha offesi, mettendo fine al suo regime scolastico. Ne I Doni della Morte partecipano infine alla battaglia di Hogwarts contro Voldemort.

### Demiguise
I demiguise sono creature dall'aspetto di scimmia che vivono nell'Estremo Oriente. Sono ricoperti da un folto pelo argentato in grado di renderli invisibili se minacciati. La loro pelliccia è molto pregiata e viene impiegata nella fabbricazione di mantelli dell'invisibilità. Sono pacifici e classificati XXXX. Vengono citati per la prima volta da Xenophilius Lovegood nel settimo libro come camufloni. Nel film Animali fantastici e dove trovarli, ai demiguise è attribuito l'ulteriore potere di prevedere il futuro più immediato giocando sulle probabilità. Newt Scamander ne possiede un esemplare di nome Dugal che durante la sua fuga accudisce un occamy disperso, anch'esso fuggito dalla valigia di Newt.

### Dissennatore

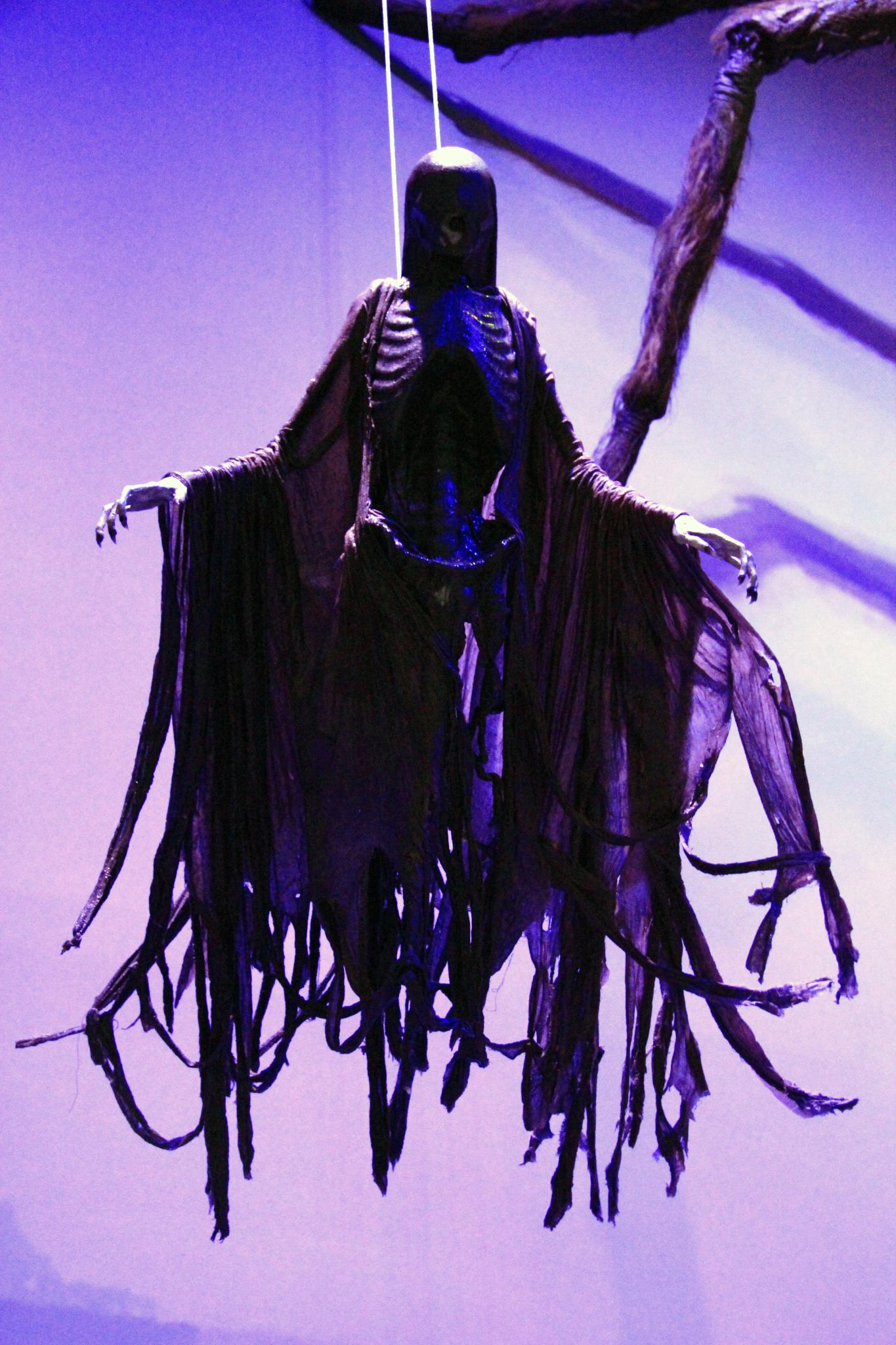
Ricostruzione di un dissennatore

I dissennatori (Dementors) sono creature terrificanti e spettrali, alte circa tre metri, il cui aspetto è celato sotto un mantello nero con un cappuccio, da cui spuntano solo due mani ossute e decrepite. Sotto il cappuccio sono privi di occhi ma dotati di fauci con cui assorbono dalle persone intorno a loro tutte le emozioni ed i ricordi positivi, che costituiscono il loro nutrimento, lasciando loro solo le esperienze negative, fino a farle impazzire dalla disperazione. I dissennatori prosciugano, oltre alla felicità, anche il calore che trovano nell'ambiente circostante, infatti al loro passaggio l'ambiente intorno a loro diventa freddo e buio. I babbani non li possono vedere, ma ne avvertono la presenza e ne sono influenzati allo stesso modo di maghi e streghe.
I dissennatori sono impiegati dal Ministero della Magia come guardiani della prigione di Azkaban, poiché privano i carcerati di qualsiasi desiderio di fuga o di reazione e li portano in breve tempo a perdere la sanità mentale. Sono inoltre autorizzati, dietro ordine del Ministero e per crimini particolarmente gravi, a eseguire il "bacio del dissennatore", durante il quale posizionano le loro fauci sulla bocca della vittima e la privano della sua anima, riducendola a un corpo vivo ma vuoto ed incapace di reazioni e sentimenti, uno stato che viene definito addirittura peggiore della morte. La loro pericolosità è accresciuta dal fatto che non sono dotati di un senso visivo e si orientano esclusivamente captando le emozioni, quindi non possono distinguere tra colpevoli e innocenti ed attaccano inevitabilmente ogni persona che capiti sul loro cammino. La loro lealtà nei confronti della comunità magica è inoltre molto labile, e Silente sostiene che il Ministero abbia sbagliato ad allearsi con creature così ripugnanti e imprevedibili.
I dissennatori prosperano e si moltiplicano in luoghi in cui regnano il freddo, l'abbandono, il dolore e la disperazione. L'unico metodo esistente per respingerli e per proteggersi da essi è l'Incanto Patronus, una magia piuttosto complessa che concentra i pensieri positivi di chi la esegue in una proiezione eterea in forma di animale: tale immagine "nutre" il dissennatore, che si concentra quindi su di essa anziché sul mago o sulla strega. Mangiare della cioccolata è invece un semplice, seppur limitato, rimedio per riprendersi dopo l'attacco di un dissennatore.
I dissennatori fanno la loro prima comparsa ne Il prigioniero di Azkaban, quando vengono impiegati dal Ministero per dare la caccia al latitante Sirius Black. Nell'Ordine della Fenice Dolores Umbridge architetta l'attacco di due dissennatori ai danni di Harry Potter a Little Whinging, costringendolo a evocare il suo Patronus e a compiere una magia non autorizzata poiché minorenne. Col ritorno al potere di Voldemort i dissennatori iniziano ad appoggiarlo e permettono l'evasione di massa di molti Mangiamorte. L'autrice ha rivelato che, dopo la sconfitta finale di Voldemort, il Ministero interromperà l'utilizzo di queste creature come guardie per Azkaban.

### Drago

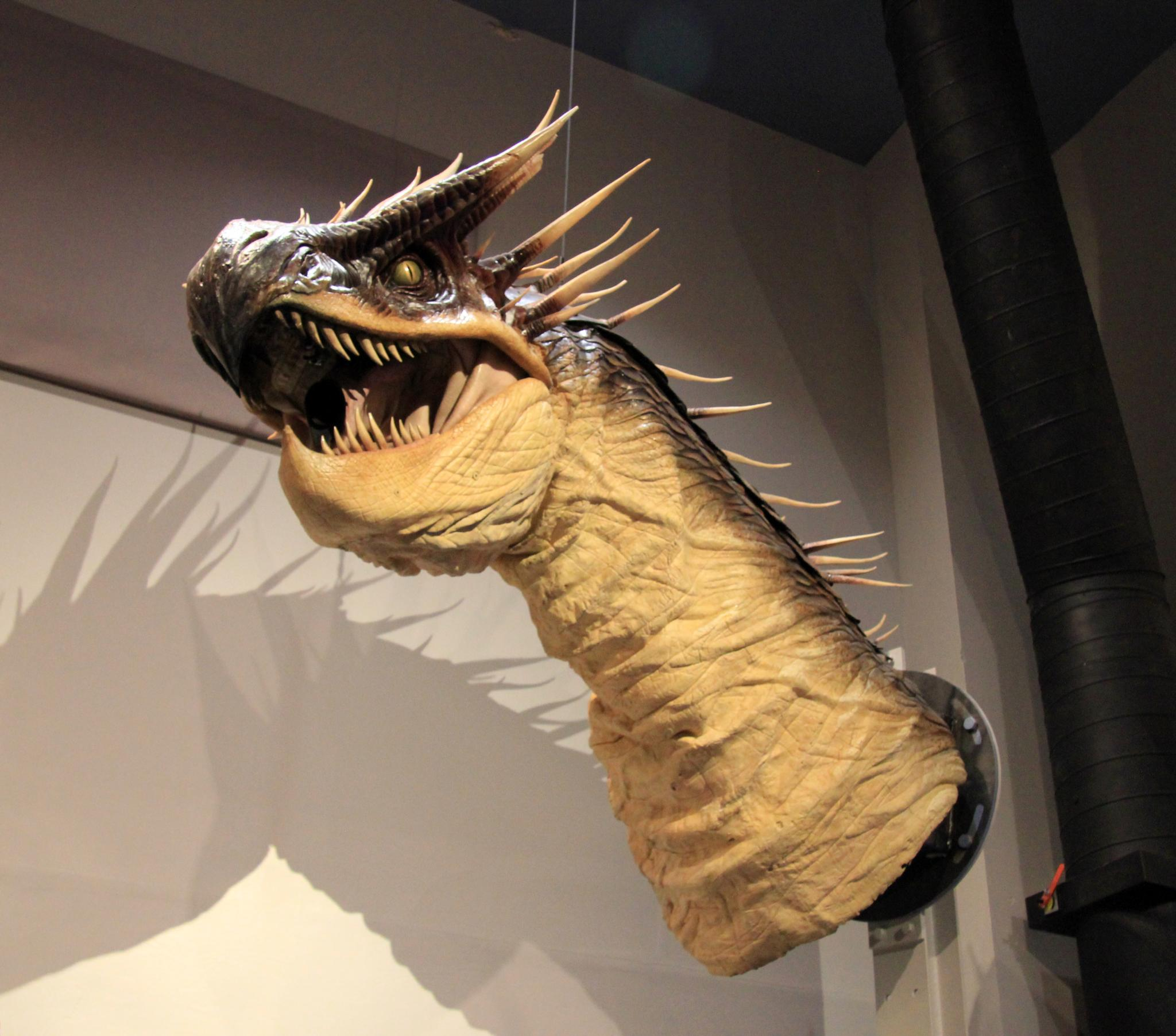
Ricostruzione della testa di un drago (Ungaro spinato)

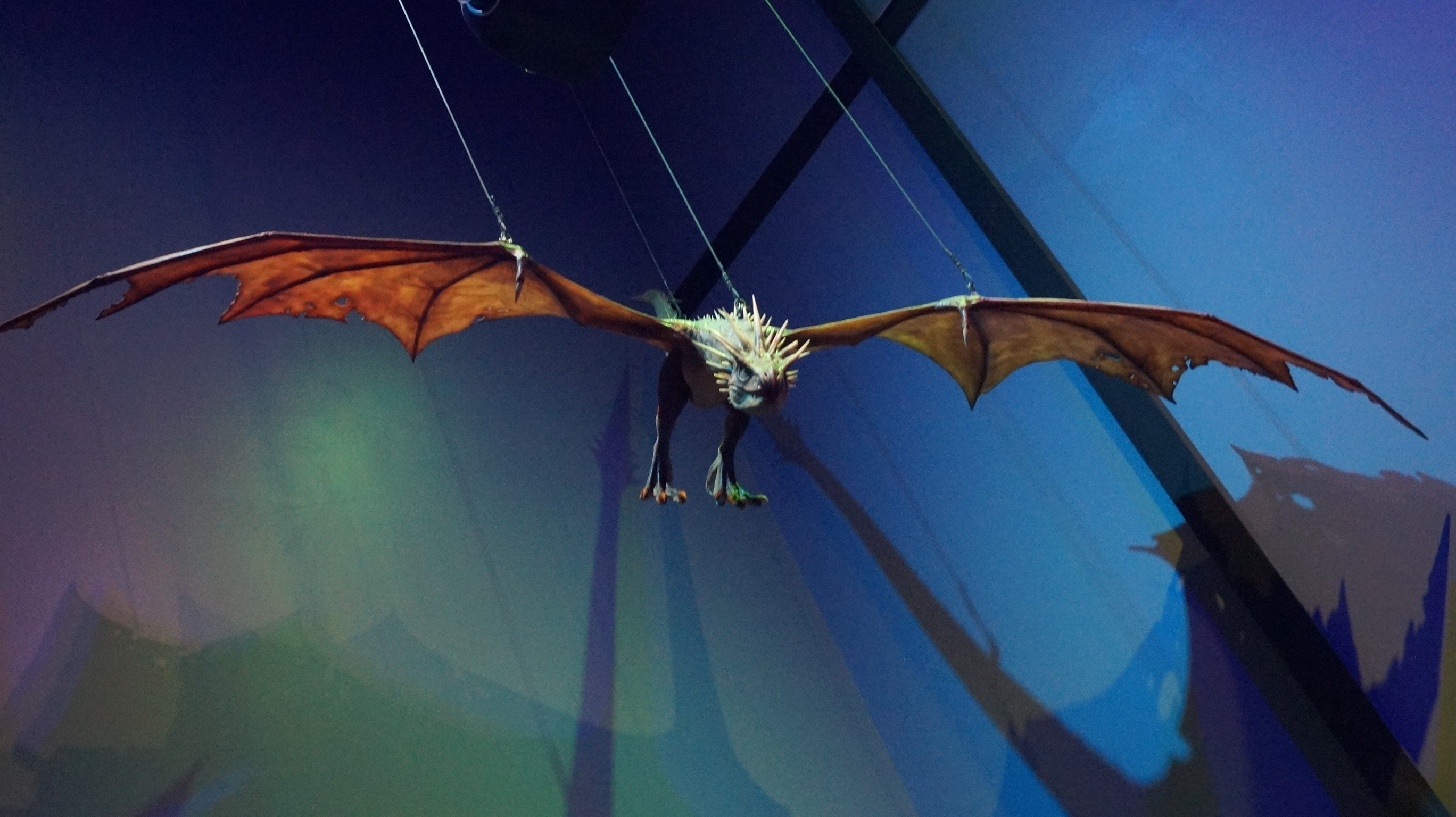
L'Ungaro spinato

I draghi (Dragons) sono giganteschi rettili alati in grado di sputare fuoco. Sono estremamente pericolosi e classificati XXXXX. Per celare la loro esistenza ai babbani, le comunità magiche hanno istituito delle riserve apposite in tutto il mondo. Le corde di cuore di drago sono degli oggetti magici molto potenti e vengono utilizzate nella produzione di nuclei per le bacchette. Ne esistono varie specie; quelle elencate di seguito sono le più conosciute.
- L'Ungaro spinato (Hungarian Horntail) è un raro esemplare di drago molto pericoloso e aggressivo. Viene chiamato così a causa delle lunghe spine che ricoprono gran parte del suo corpo, in particolare la coda. Noto per la sua spiccata aggressività, l'Ungaro spinato è dotato di scaglie nere e di una pesante testa, con grandi fauci irte di una serie di denti lunghi e affilati come rasoi. Può sputare fiamme più lontano di qualunque altra specie di drago. Nel quarto libro Harry ne affronta un esemplare nella prima prova del Torneo Tremaghi.[35][36]
- Il Dorsorugoso norvegese (Norwegian Ridgeback) esibisce creste sporgenti di un nero intenso lungo la schiena. Straordinariamente aggressivo nei confronti dei suoi simili, il Dorsorugoso è una delle razze di draghi più rare. Attacca gran parte dei grossi mammiferi terrestri e, cosa insolita per un drago, si nutre anche di creature acquatiche. Vive in Norvegia e viene presentato nella saga nella Pietra filosofale, quando Rubeus Hagrid vince un uovo giocando a carte che si schiuderà dando vita a Norberto (Norbert). In seguito Hagrid affida il drago a Charlie Weasley, che lo alleva nel suo centro in Romania; qui scopre che Norberto è in realtà una femmina e lo rinomina quindi Norberta.[35][37]
- L'Occhiodopale degli antipodi (Antipodean Opaleye) è un drago originario della Nuova Zelanda, ma che emigra in Australia se il suo territorio si restringe. Pesa attorno alle 2-3 tonnellate e preferisce vivere nelle valli che sulle montagne, cosa insolita per un drago. Ha scaglie iridescenti e perlacee e occhi scintillanti, multicolori, privi di pupilla, da cui il nome. Questo drago produce una fiamma scarlatta molto vivace, anche se per gli standard di un drago non è particolarmente aggressivo e uccide di rado se non è affamato. Il suo cibo preferito sono le pecore, ma attacca anche prede di dimensioni maggiori.[35]
- Il Petardo cinese (Chinese Fireball), detto anche Leodrago, è un drago proveniente dalla Cina. Munito di scaglie lisce e scarlatte, ha una corona di spine dorate attorno al muso e occhi molto sporgenti. Molto pericoloso, quando è innervosito emette dalle narici una fiamma a forma di fungo. Pesa fra le 2-4 tonnellate e la femmina ha dimensioni maggiori del maschio. I gusci delle uova di questo drago, color cremisi e oro, vengono largamente utilizzati nelle pozioni di magia cinese. Il Petardo si nutre di quasi tutti i mammiferi, anche se predilige carne suina e umana. Nel quarto libro Viktor Krum affronta un esemplare di Petardo cinese nella prima prova del Torneo Tremaghi.[35][38]
- Il Verde gallese comune (Common Welsh Green), noto comunemente come Gallese verde, è un tipo di drago proveniente dal Galles. È un drago dal colorito verdognolo molto chiaro e lungo fino a otto metri e mezzo. Non è particolarmente aggressivo nei confronti dell'uomo, preferendo cibarsi di pecore. Nel quarto libro Fleur Delacour ne affronta un esemplare nella prima prova del Torneo Tremaghi.[35][39]
- Il Grugnocorto svedese (Swedish Short-Snout) è un drago blu argenteo la cui pelle è ricercata per la produzione di guanti e scudi protettivi. La fiamma che emana dalle narici è di un azzurro acceso è può ridurre legno e ossa in cenere in pochi secondi. Il Grugnocorto ha meno vittime umane al suo attivo di gran parte dei draghi, dal momento che preferisce vivere tra monti selvaggi e disabitati. Un esemplare viene affrontato da Cedric Diggory nel quarto libro durante la prima prova del Torneo Tremaghi.[35][40]
- Il Dentedivipera peruviano (Peruvian Vipertooth) è il drago più piccolo di tutti, raggiunge solo i 4,5 metri ma è in compenso molto agile. È di color rame con striature nere sulle creste ed è dotato di piccole corna e zanne velenosisime. Si nutre di capre e di mucche, ma può anche preferire la carne umana. Verso la fine del XIX secolo la Confederazione Internazionale dei Maghi ha dato l'avvio a uno sterminio controllato di questa specie perché divenuta troppo numerosa e di conseguenza troppo pericolosa per gli umani.[35]
- Il Lungocorno rumeno (Romanian Longhorn) ha delle scaglie alcune verde scuro altre verde chiaro e lunghe corna d'oro lucente con le quali infilza le prede prima di arrostirle. Misura fino a quattordici metri di lunghezza per un peso di cinque tonnellate. Polverizzate, le corna sono molto apprezzate come ingredienti per le pozioni. Il Lungocorno è stato oggetto di un programma di allevamento intensivo, perché il numero di capi era diminuito pericolosamente soprattutto a causa del commercio delle sue corna.[35]

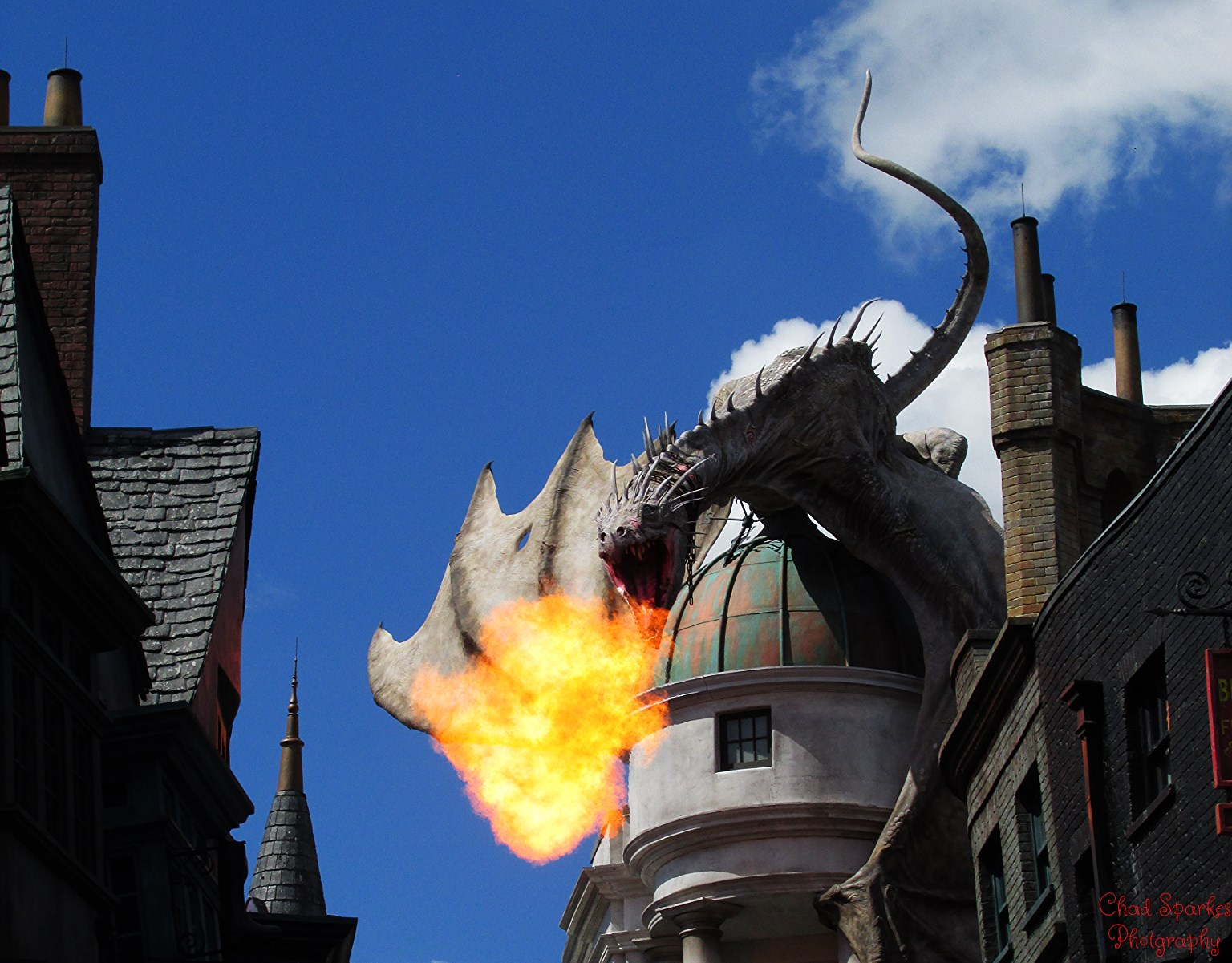
Ricostruzione di un Panciasquamato ucraino sul tetto della Gringott

- Il Nero delle Ebridi (Hebridean Black) è un drago nativo delle Isole Ebridi. Necessita di un territorio di almeno cento miglia quadrate per esemplare. Lungo fino a nove metri, il Nero delle Ebridi ha scaglie ruvide, occhi viola brillante e una fila di creste basse ma affilate come rasoi lungo la schiena. La sua coda termina con una punta a forma di freccia e possiede ali simili a quelle di un pipistrello. Il Nero delle Ebridi si nutre soprattutto di cervi, anche se non disdegna grossi cani e mucche.[35]
- Il Panciasquamato ucraino (Ukrainian Ironbelly, tradotto in Forteventre ucraino nel doppiaggio del film Animali fantastici e dove trovarli) è la più imponente tra tutte le razze di drago. Il peso medio di un esemplare è sei tonnellate mentre la lunghezza è sui 15 metri e, sebbene lento, è molto pericoloso. Questo drago possiede un muso corto e tozzo, ornato da piccole protuberanze callose, e ha il collo corto. La sua pelle è di colore grigio metallico e i suoi occhi di un rosso profondo. Sebbene non identificato nel romanzo, nel film I Doni della Morte - Parte 2 il drago che fa la guardia ai sotterranei della Gringott è descritto come un Panciasquamato ucraino.[35]

### Elfo domestico

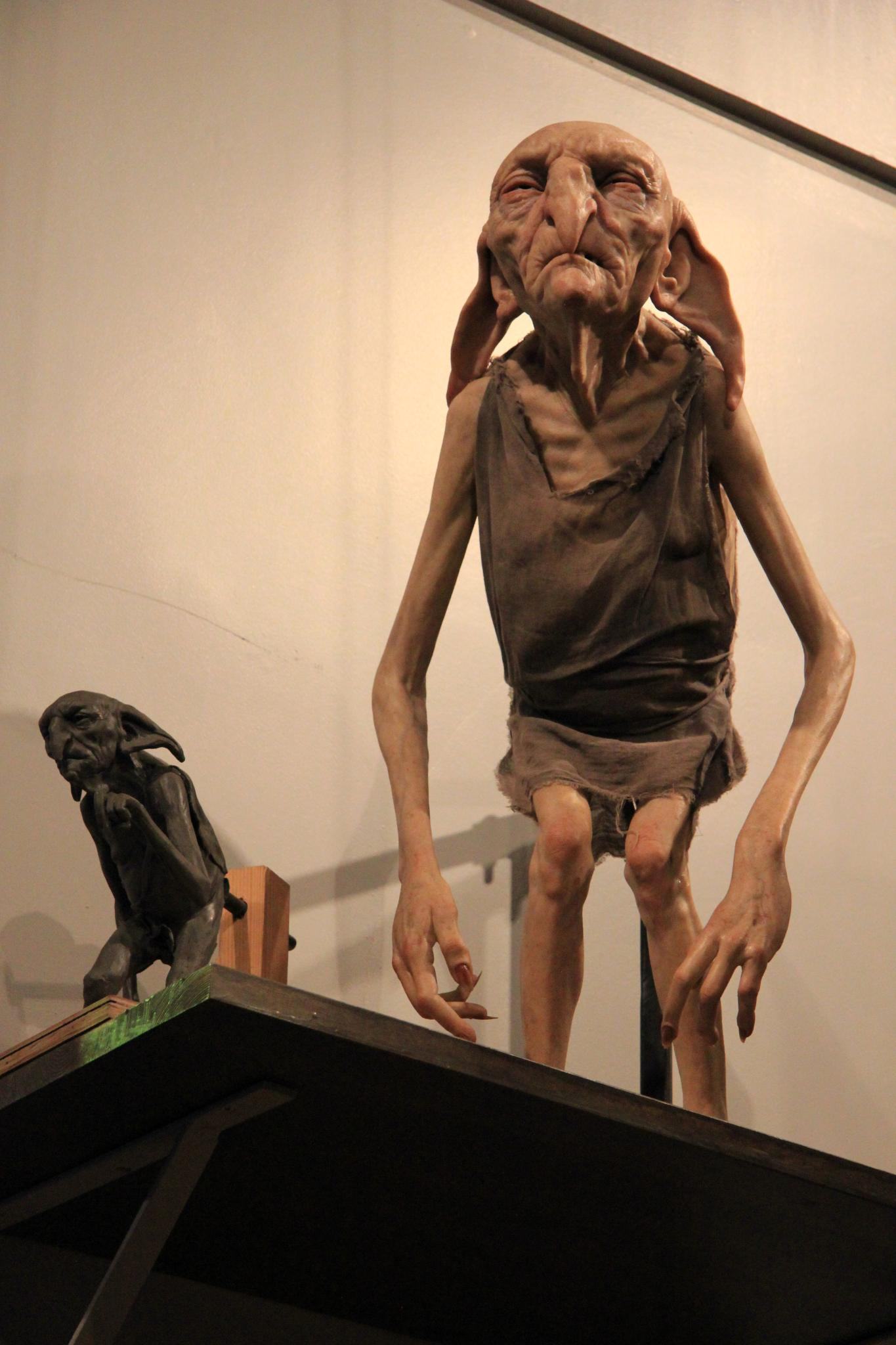
Ricostruzione di un elfo domestico (Kreacher)

Gli elfi domestici (House-elves) sono piccole creature umanoidi dalle grosse orecchie da pipistrello, un naso a grugno oppure dritto e aquilino e grossi occhi sporgenti. Hanno voci stridule e l'abitudine di parlare di sé stessi in terza persona. Pur non possedendo e non potendo usare bacchette magiche, padroneggiano poteri che i maghi e le streghe non hanno: possono ad esempio eseguire magie e incantesimi propri, far levitare oggetti e materializzarsi a piacimento anche in luoghi in cui il teletrasporto umano è impraticabile.
Gli elfi domestici sono creature umili e pacifiche, assoggettate dai maghi fin dai tempi antichi e costretti a lavorare per loro. Il loro compito è servire una famiglia magica per tutta la vita, obbedendo a tutti gli ordini impartiti dai padroni. A causa della loro natura, gli elfi domestici subiscono senza ribellarsi qualsiasi tipo di abuso e rimangono fedeli e rispettosi della famiglia magica che servono. La loro obbedienza è talmente radicata che nel caso in cui si trovino a tradire la fiducia dei loro padroni, mancare loro di rispetto, disobbedire a un loro ordine o anche semplicemente parlare male di loro, non possono fare a meno di auto-punirsi, in genere facendosi del male da soli. Alcuni elfi domestici che non amano i loro padroni, tuttavia, possono trovare delle scappatoie per obbedire soltanto in maniera nominale o per distorcere gli ordini che vengono impartiti loro.
Il segno del loro assoggettamento a una famiglia magica è il fatto che possono indossare solo abiti arrangiati o non concepiti per essere usati come veri e propri indumenti, ad esempio federe di cuscino, tovagliette o strofinacci. Se ricevono in dono un vero e proprio abito, il loro status di dipendenza dal padrone decade. La maggior parte degli elfi domestici, tuttavia, teme la libertà, e tende ad evitare di proposito di raccogliere indumenti per non lasciare la loro famiglia, dal momento che la rottura del vincolo di servitù è in genere considerato dagli elfi domestici come un grave disonore. Ne Il calice di fuoco Hermione fonda l'associazione C.R.E.P.A. (Comitato per la Riabilitazione degli Elfi Poveri e Abbruttiti), nell'originale inglese S.P.E.W. (Society for the Promotion of Elfish Welfare), per promuovere migliori condizioni di lavoro e di vita e per liberare gli elfi domestici, ma l'iniziativa non incontra i favori né della popolazione magica né degli elfi stessi.
Gli elfi domestici più importanti della serie sono Dobby, Winky e Kreacher. Circa un centinaio di elfi domestici, rappresentanti la comunità più vasta della Gran Bretagna, sono impiegati a Hogwarts, dove si occupano di cucinare e tenere in ordine e pulito il castello. La presenza degli elfi domestici a Hogwarts risale ai tempi della fondazione dell'istituto, quando Tosca Tassorosso li accolse prendendo con loro accordi che li tutelassero da ogni abuso. Ne I Doni della Morte Kreacher li guida nella battaglia di Hogwarts.

### Erumpent
Gli erumpent sono creature magiche provenienti dall'Africa. Somigliano a rinoceronti, con la pelle molto spessa in grado di respingere la maggior parte degli incantesimi, e un grosso corno che secerne un fluido altamente esplosivo. Per questo motivo, nella stagione degli amori, gli erumpent maschi scontrandosi esplodono, e nel lungo periodo questo ha quasi portato all'estinzione di questo animale. Generano un cucciolo per volta. Corno, coda e fluido sono usati nelle pozioni. Nel settimo libro Harry, Ron e Hermione trovano a casa di Xenophilius Lovegood un corno di erumpent. Nel film Animali fantastici e dove trovarli, Newt Scamander possiede un esemplare femmina di erumpent che dopo essere scappato dalla valigia di Newt si reca a Central Park, dove viene ricatturato dal suo padrone e rimesso al sicuro nel suo habitat. Nel film viene inoltre dotato di uno sfiatatoio, oltre a essere fortemente attratto dal ferormone "muschio di erumpent".

### Fantasma
I fantasmi sono gli spiriti di persone decedute che sono rimasti nel mondo dei vivi, conducendo un'esistenza che è un'ombra di quella reale. Un fantasma appare come un'immagine della persona che era come appariva al momento della morte, ma trasparente, eterea e fluttuante. Sono descritti come figure translucide grigie-argentee, capaci di parlare, di attraversare e di essere attraversati da oggetti solidi e di interagire in maniera limitata con la realtà. Anche se non sono corporei, venendo a contatto con essi si avverte una sgradevole sensazione di gelo umido.
Solo i maghi e le streghe possono diventare fantasmi dopo la morte, e solitamente solo quegli individui che temono la morte e che hanno un qualche tipo di conto in sospeso o attaccamento al mondo dei vivi. Per questo non è infrequente per un fantasma infestare un luogo da questi ritenuto simbolico da vivo. Nonostante siano stati loro stessi a scegliere di diventare fantasmi, molti di loro si lamentano della loro condizione di semi-vita e appaiono spesso cupi e malinconici. Hogwarts attira un gran numero di fantasmi che hanno scelto di far diventare la scuola la loro dimora. Tra questi i fantasmi delle quattro case: Nick-Quasi-Senza-Testa, la Dama Grigia, il Barone Sanguinario e il Frate Grasso; il professor Cuthbert Rüf; e Mirtilla Malcontenta.

### Fenice

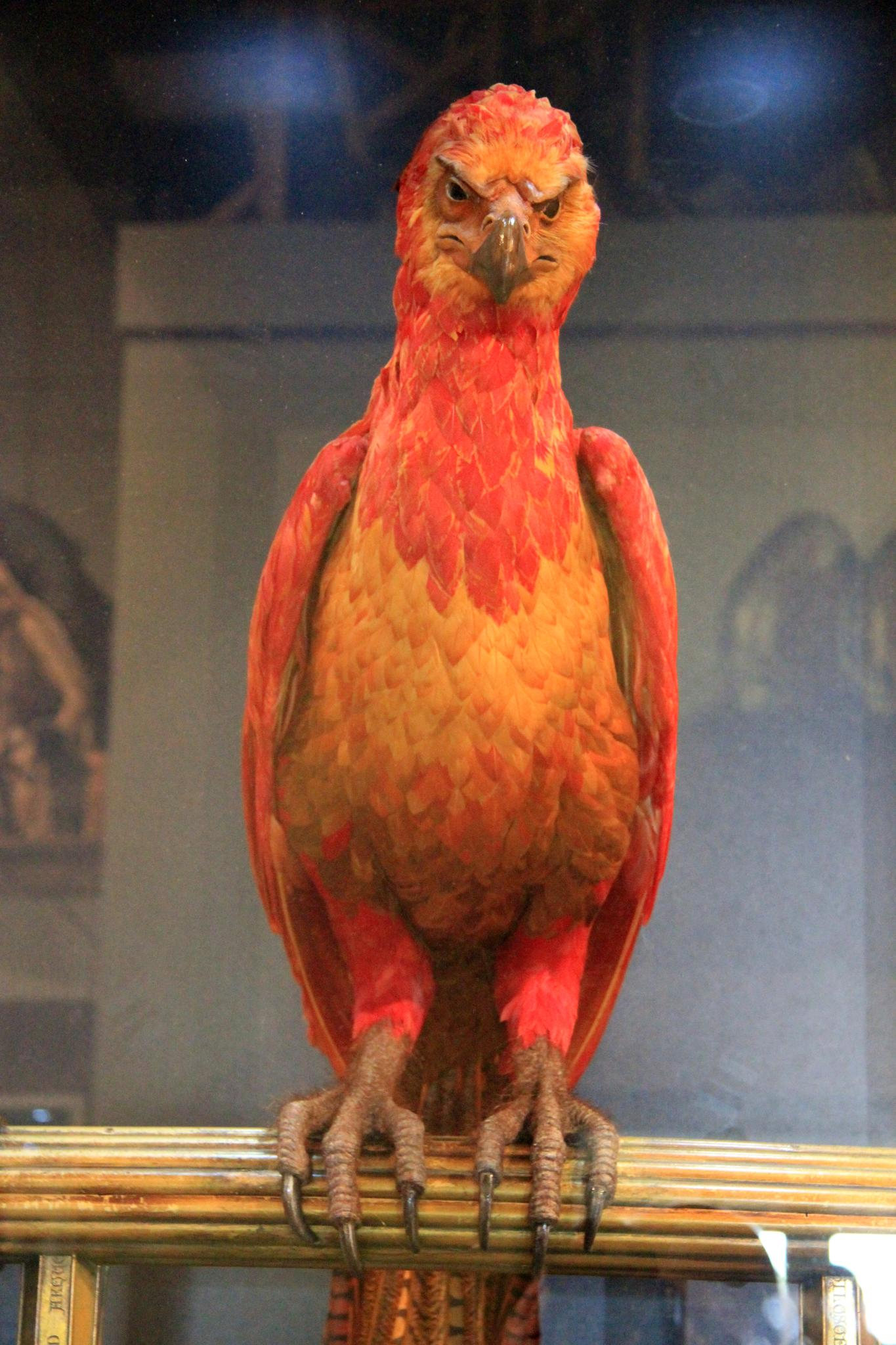
Ricostruzione di una fenice (Fanny)

Le fenici (Phoenixes) sono creature estremamente rare dall'aspetto di uccelli di colore dorato e rosso fuoco. Vivono principalmente sulle cime di alte montagne e nidificano su picchi rocciosi in India, Egitto e Cina. Sono dotate di poteri sorprendenti: possono, infatti, trasportare oggetti grandi e pesanti senza fatica e curare le ferite con le loro lacrime, che hanno poteri taumaturgici. Una volta giunte al termine della loro vita, le fenici bruciano nel loro nido, riducendosi a un mucchio di cenere, da cui poi rinascono. Il canto di una fenice, infine, è magico: rasserena gli animi puri e induce terrore nelle persone malvagie. È classificata come XXXX poiché difficilmente addomesticabile, ma i pochi esemplari domestici si dimostrano incredibilmente devoti ai loro padroni.
Albus Silente possiede una fenice di nome Fanny, che viene introdotta nel secondo libro e che sparisce per sempre dopo la morte del Preside.

### Fiammagranchio
I fiammagranchi (Fire Crabs), chiamati granchi di fuoco nei videogiochi, sono simili a testuggini col carapace incrostato di pietre preziose. Originari delle Figi, sono una specie protetta poiché maghi e babbani sono attirati dalle pietre preziose del loro guscio, e i primi lo utilizzano per fabbricarne calderoni. Quando si sentono in pericolo sputano fiamme dal posteriore. Sono classificati come XXX. Un esemplare viene visto nel terzo libro nel Serraglio Stregato di Diagon Alley, mentre nel quinto gli studenti devono pulire e nutrire un esemplare ciascuno senza scottarsi per superare i G.U.F.O.

### Folletto

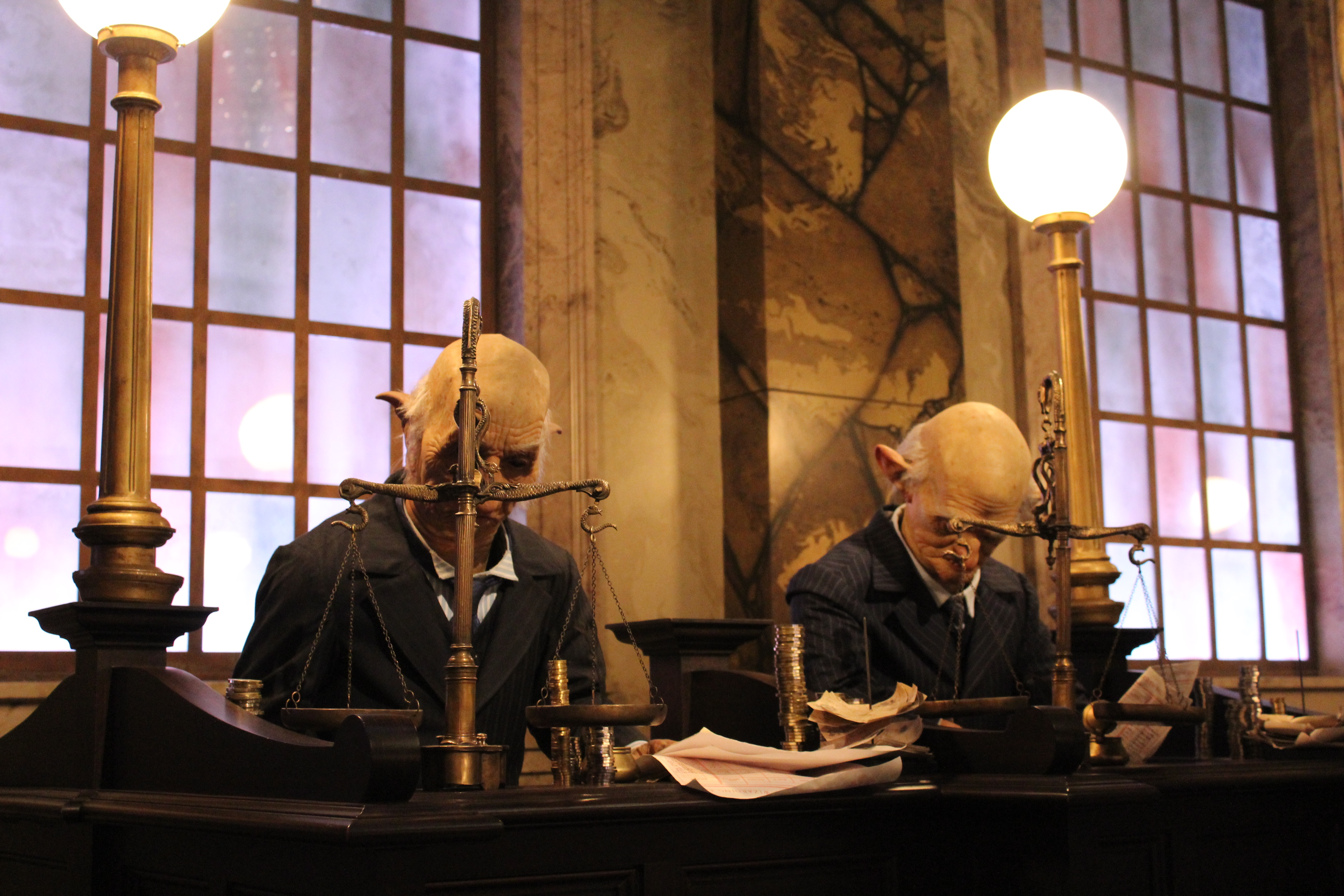
Ricostruzioni di due folletti della Gringott

I folletti (Goblin) sono esseri di statura medio-piccola, con gli arti sottili e allungati, la pelle cerosa, gli occhi neri e la testa grande in proporzione al corpo. La loro lingua è il goblinese. Possiedono un tipo di magia esclusivo, ma non sono autorizzati a maneggiare o possedere bacchette magiche, in quanto i maghi e le streghe si riservano questo diritto. I folletti sono conosciuti per essere scaltri, ingegnosi e attaccati al denaro e ai beni preziosi, motivo per cui amministrano la banca magica Gringott, esercitando un importante ruolo nell'ambito dell'economia del mondo magico. Sono inoltre artigiani e fabbri estremamente abili, producendo artefatti di impareggiabile qualità e dotati di proprietà uniche, come la capacità di assorbire le sostanze in grado di potenziarli e rigettare quelle tossiche. Sono i folletti a coniare i galeoni, i falci e gli zellini. L'esempio più celebre è la spada di Godric Grifondoro, forgiata dal re dei folletti Ranci il Primo (Ragnuk the First).
Tra il XVII e il XVIII secolo i folletti si resero protagonisti di violente rivolte che li opposero ai maghi, rivendicando il diritto di usare anch'essi le bacchette magiche e di vedersi riconosciuta la parità di diritti in seno alla comunità magica. La loro organizzazione sociale, la loro cultura e le loro tradizioni sono molto diverse da quelle degli umani. Ad esempio il loro concetto di proprietà prevede che il legittimo padrone di qualunque oggetto è chi lo fabbrica e non chi lo acquista, quindi ritengono che tutti gli oggetti da loro creati sono a pieno diritto di loro proprietà e se una cosa gli è stata comprata la considerano solo noleggiata. Nel corso della storia hanno avuto diversi attriti con i maghi e le streghe, tensioni che hanno portato a ribellioni e guerre con perdite dall'una e dall'altra parte. Questi trascorsi e le differenze culturali fanno sì che tra le due razze viga una reciproca diffidenza e avversione.
I folletti menzionati nei libri sono Unci-Unci; Gonci (Gornuk), fuggito dalla persecuzione dei Mangiamorte insieme con Unci-Unci, Dean Thomas e Ted Tonks, ma poi catturato e ucciso dagli stessi Mangiamorte; e Bongi (Bogrod), un impiegato della Gringott che si accorge dell'inganno ordito da Harry e i suoi amici per violare la camera blindata di Bellatrix Lestrange e dà l'allarme. Il professor Filius Vitious è molto basso in quanto ha un lontano avo folletto.

### Folletto della Cornovaglia

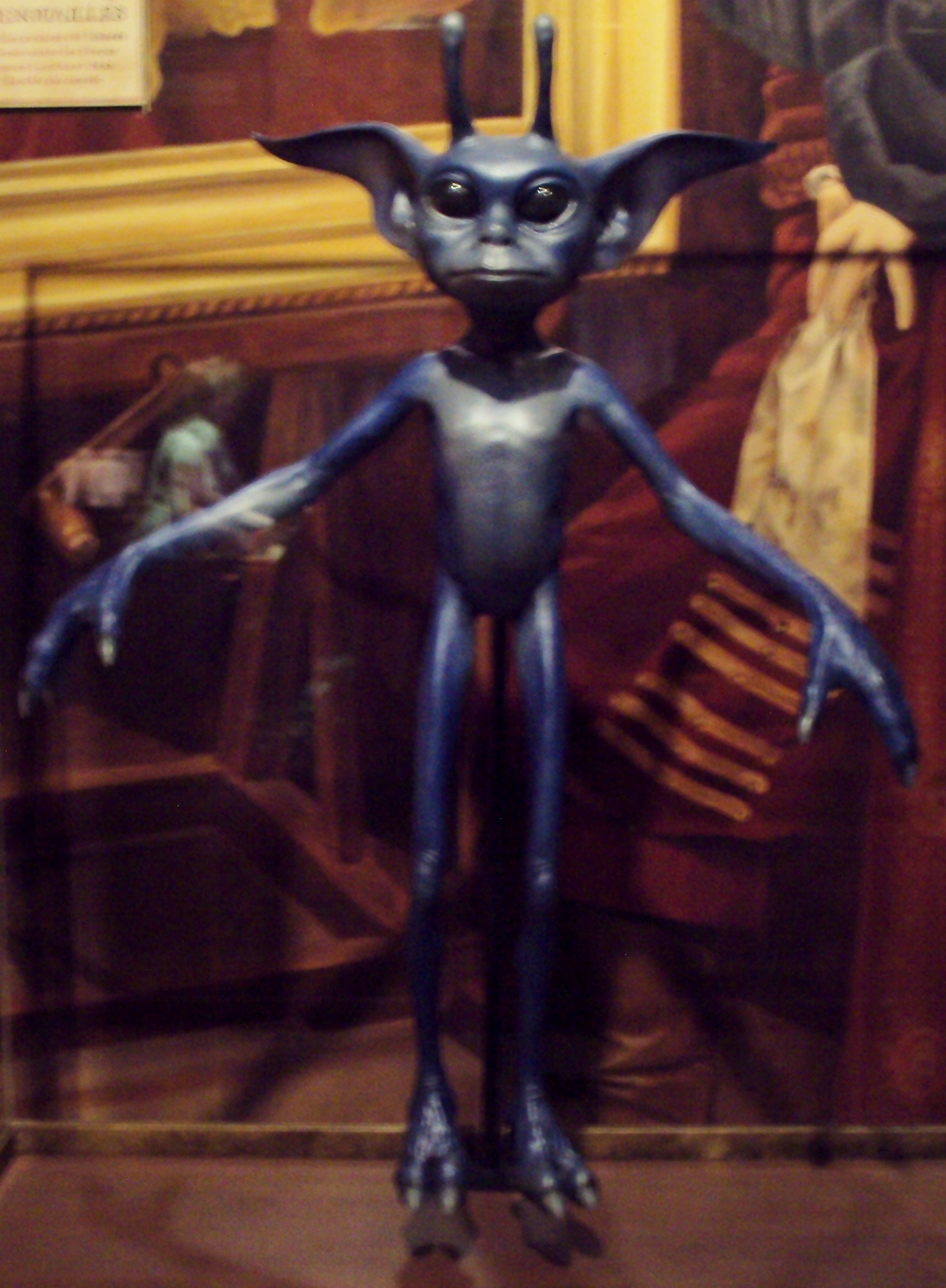
Un folletto della Cornovaglia

I folletti della Cornovaglia (Pixies) sono piccole creature blu elettrico, alte venti centimetri e molto dispettose. Sebbene sprovvisti di ali, sono in grado di volare; nei film e nei videogiochi invece appaiono con ali trasparenti come gli insetti. Nella Camera dei segreti il professor Gilderoy Allock libera un gruppo di folletti nella sua classe, seminando il caos e costringendo i suoi studenti a riacciuffare le creature.

### Ghoul
I ghoul assomigliano a brutti orchi viscidi coi denti sporgenti. Solitamente vivono nei solai o nei granai delle case dei maghi e delle streghe, dove si cibano di ragni e falene. Non sono pericolosi, infatti vengono classificati XX, e al massimo ringhiano e lanciano oggetti. All'Ufficio Regolazione e Controllo delle Creature Magiche esiste un'univtà operativa anti-ghoul per evitare che questi esseri infestino le case babbane, loro spiacevole abitudine. La traduzione italiana li cita come fantasmi nel secondo libro o demoni nel settimo. Uno di questi esseri vive nella soffitta della famiglia Weasley; ha un ruolo marginale nel settimo libro, quando Ron lo camuffa da sé stesso malato di spruzzolosi, per sviare il Ministero controllato dai Mangiamorte. Un altro demone si trova a Grimmauld Place, 12.

### Gigante
I giganti (Giants) sono esseri dalle sembianze e dall'intelligenza simili a quelle umane, ma di dimensioni e forza molto superiori: sono infatti alti in media tra i sei e i sette metri, i più alti arrivano fino a otto e i più bassi non scendono comunque sotto i quattro. Hanno una pelle molto spessa che li rende particolarmente resistenti alla maggior parte delle magie. Possono accoppiarsi con gli umani, dando luogo ai mezzigiganti, come Rubeus Hagrid e Olympe Maxime. Dalla natura violenta e diffidenti nei confronti dei maghi, vivono nelle montagne più remote, raccolti in tribù governate da capi chiamati "Gurg". Si allearono con Voldemort in occasione della sua prima ascesa, motivo per il quale vennero perseguitati dagli Auror.
I giganti sono accusati di essere pericolosi, violenti e incontrollabili, e per questo i maghi e le streghe di tutto il mondo tendono a combatterli e a scacciarli dal proprio territorio. Costretti a vivere in riserve sempre più confinate, i giganti sono stati progressivamente decimati dalle persecuzioni e dalle lotte intestine dovute alla mancanza di spazio e cibo; l'unica comunità ancora presente nel periodo di svolgimento della storia di Harry Potter si trova in Europa orientale nascosta tra le montagne e conta un'ottantina di individui. I giganti accettano i contatti con gli umani se questi rispettano le loro regole, che comprendono il divieto di utilizzare la magia contro di loro e la consegna di doni adeguati ai Gurg.
Nell'Ordine della Fenice Hagrid e Olympe Maxime si recano dai giganti per convincerli a schierarsi dalla parte dell'Ordine della Fenice, ma, dopo l'assassinio del primo Gurg, questi decidono infine di appoggiare Voldemort dietro la promessa di migliori condizioni di vita. Ne I Doni della Morte alcuni giganti partecipano quindi alla battaglia di Hogwarts dalla parte dei Mangiamorte.
Nella serie si conosce in modo specifico solo un gigante, Grop, il fratellastro minore di Hagrid.

### Gnomo
Gli gnomi (Gnomes) sono creature piuttosto brutte, alte solamente 30 cm, con una testa spropositata e piedi ossuti. Sembra che riescano a parlare, anche se non molto bene. Sono soliti infestare i giardini delle comunità magiche. Per sbarazzarsene i maghi e le streghe li fanno roteare per poi lanciarli, in modo da stordirli e non renderli più in grado di ritrovare la strada per le loro tane. Un'alternativa più cruenta è l'uso di un jarvey, una specie di furetto che preda gli gnomi, ma questo metodo è considerato da molti troppo brutale.

### Graphorn
I graphorn sono delle creature magiche che abitano le regioni montuose d'Europa. Sono animali di grossa taglia, dal pelo grigio-viola, gobbuti e dotati di due corna affilatissime. Sono bestie molto aggressive, classificate XXXX, infatti i troll, che ne fanno le loro cavalcature, ne escono spesso malconci quando cercano di domarli. Ne sono apprezzate la pelle, più resistente di quella di drago e che respinge quasi tutti gli incantesimi, ma soprattutto le corna, la cui polvere viene usata nella preparazione di molte pozioni. Nel film Animali fantastici e dove trovarli, Newt Scamander sostiene di possedere l'ultima coppia riproduttrice vivente di graphorn e i loro due cuccioli. Nel film i graphorn appaiono molto diversi: si tratta di un enormi animali quadrupedi con la bocca contornata di tentacoli, la testa sormontata da aculei e collo e petto molto massicci, quattro zampe munite di tre artigli e una coda da rettile, oltre a essere considerati carnivori. Nel film inoltre il dimorfismo sessuale tra i maschi e le femmine di graphorn è piuttosto accentuato.

### Ippogrifo

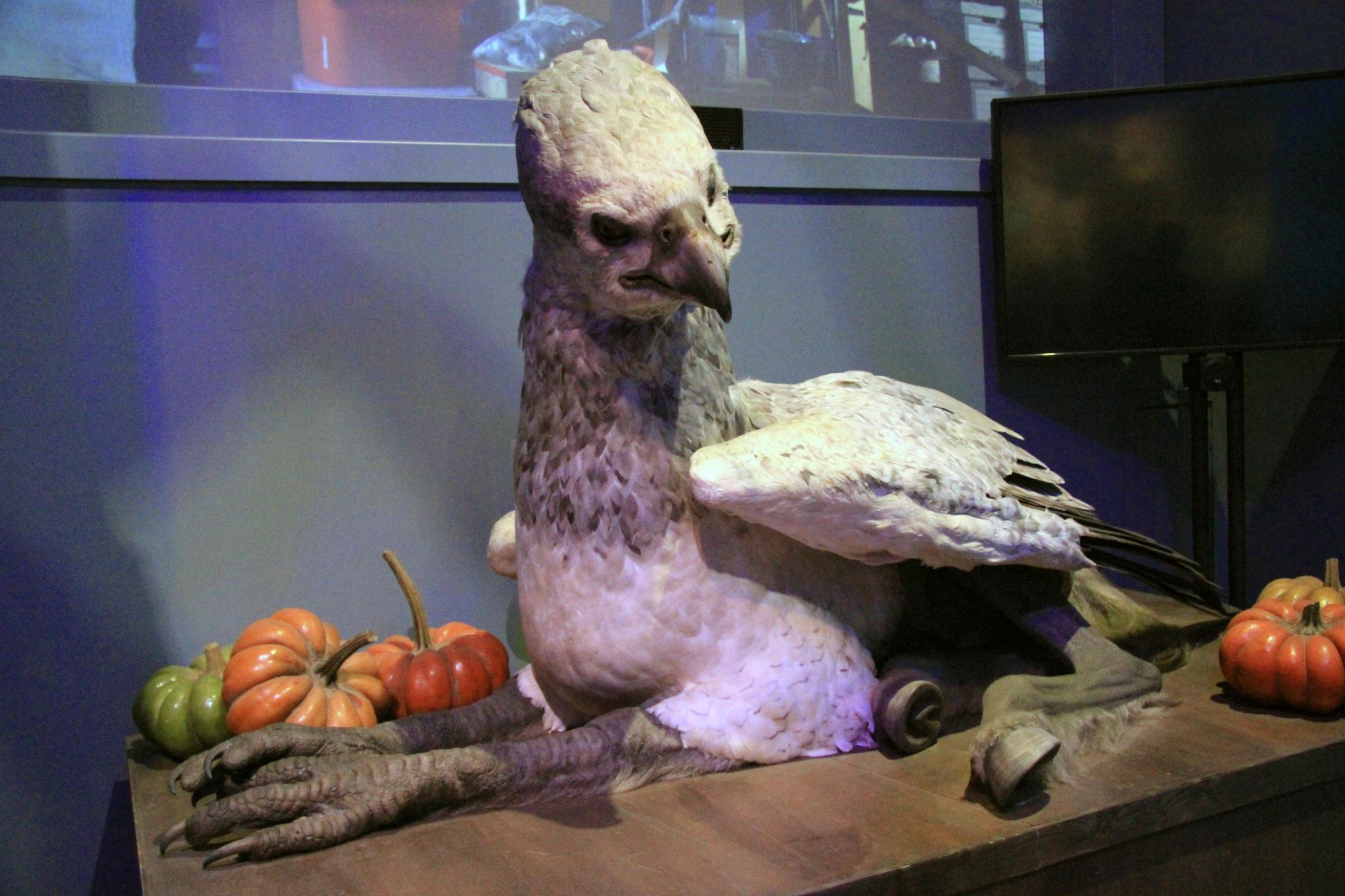
Ricostruzione dell'ippogrifo (Fierobecco)

Gli ippogrifi (Hippogriffs) sono creature con il corpo di cavallo e la testa, le ali e le zampe anteriori di un'aquila. Hanno occhi arancioni, un manto di diverse gradazioni che può andare dal nero al marrone al bianco, e un'apertura alare di quattro metri negli adulti. Gli ippogrifi sono classificati come XXX. Sono infatti creature molto fiere, che non esitano ad attaccare con il becco e gli artigli affilati se si manca loro di rispetto in qualsiasi modo; al contrario, se vengono trattati bene si dimostrano estremamente leali e servizievoli. Una persona che intende avvicinarsi a un ippogrifo deve fissarlo negli occhi approcciandosi lentamente e inchinarsi in segno di rispetto; se la creatura risponde inchinandosi a sua volta la persona può a quel punto toccarla e anche cavalcarla. Gli ippogrifi sono carnivori e si cibano di insetti, uccelli e piccoli mammiferi.
Hagrid ne accudisce un manipolo nel parco di Hogwarts e ne promuove lo studio e l'interazione con gli studenti nelle sue lezioni di cura delle creature magiche. L'ippogrifo più importante della serie è Fierobecco, che ne Il prigioniero di Azkaban viene condannato a morte per aver attaccato Draco Malfoy (il quale stupidamente lo aveva insultato), ma in seguito riesce a salvarsi grazie all'intervento di Harry e Hermione.

### Kappa
I kappa sono creature acquatiche diffuse in Giappone, anche se Severus Piton afferma che sono più comuni in Mongolia. Hanno l'aspetto di scimmie ricoperte di squame, e abitano stagni e fiumi. Sulla sommità delle loro teste vi è una depressione che le creature riempiono d'acqua, fonte delle loro energie. Si nutrono di sangue umano e per ottenerlo non si fanno scrupoli a strangolare le ignare vittime che attraversano le loro zone. Ci sono due metodi efficaci per rendere inoffensivo un kappa: lanciargli un cetriolo con su inciso il nome della persona che non devono attaccare o indurla a chinarsi facendo rovesciare l'acqua dalla cavità, privandolo così delle sue forze. Sono classificati XXXX, e sono tra le creature che Remus Lupin fa conoscere alla classe nel terzo libro.

### Knarl
I knarl sono creature spesso scambiate per dei ricci, data la loro somiglianza. Sono normalmente schivi e pacifici, ma se provocati si infuriano e devastano i giardini. Vengono classificati XXX. Harry, Ron, Hermione e i loro compagni devono identificare correttamente queste creature agli esami dei G.U.F.O. nell'Ordine della Fenice.

### Kneazle
I kneazle sono creature molto simili ai gatti, con i quali spesso fraternizzano e si accoppiano. Si differenziano per il pelo striato o maculato, orecchie grandi e coda leonina. Sono di intelligenza di gran lunga superiore a quella dei gatti, e possiedono un istinto peculiare che li porta riconoscere i maghi che si nascondono o camuffano con la magia. Per la loro aggressività è consentito tenerne solo esemplari addomesticati. Sono classificati come XXX. Le loro cucciolate arrivano fino a otto esemplari. L'animale da compagnia di Hermione, Grattastinchi, è un mezzo kneazle e questo spiega come riesca a riconoscere Peter Minus e Sirius Black nel loro aspetto da animagus ne Il prigioniero di Azkaban. Arabella Figg ne possiede alcuni esemplari tra kneazle e mezzi kneazle, così come Newt Scamander, che ha tre kneazle domestici.

### Lepricano
Originari dell'Irlanda, i lepricani (Leprechauns), detti anche clauricorni, sono piccoli omini con la barba, vestiti di farsetti verdi, che posseggono ognuno una lampada a olio di colore verde. Si fabbricano vestiti di foglie e vivono nei boschi, anche se spesso si mostrano ai babbani e per questo sono entrati a far parte del folklore di molti popoli. Possono produrre monete d'oro che però dopo poco tempo svaniscono. Sanno parlare, ma non hanno mai fatto richiesta di registrarsi come esseri. Sono dispettosi ma per nulla pericolosi e pertanto classificati XXX. I lepricani sono in grado di unirsi per formare giochi di luce e immagini in cielo. In qualità di mascotte dell'Irlanda sostengono la loro squadra durante la finale della coppa del mondo di quidditch ne Il calice di fuoco.

### Lupo mannaro

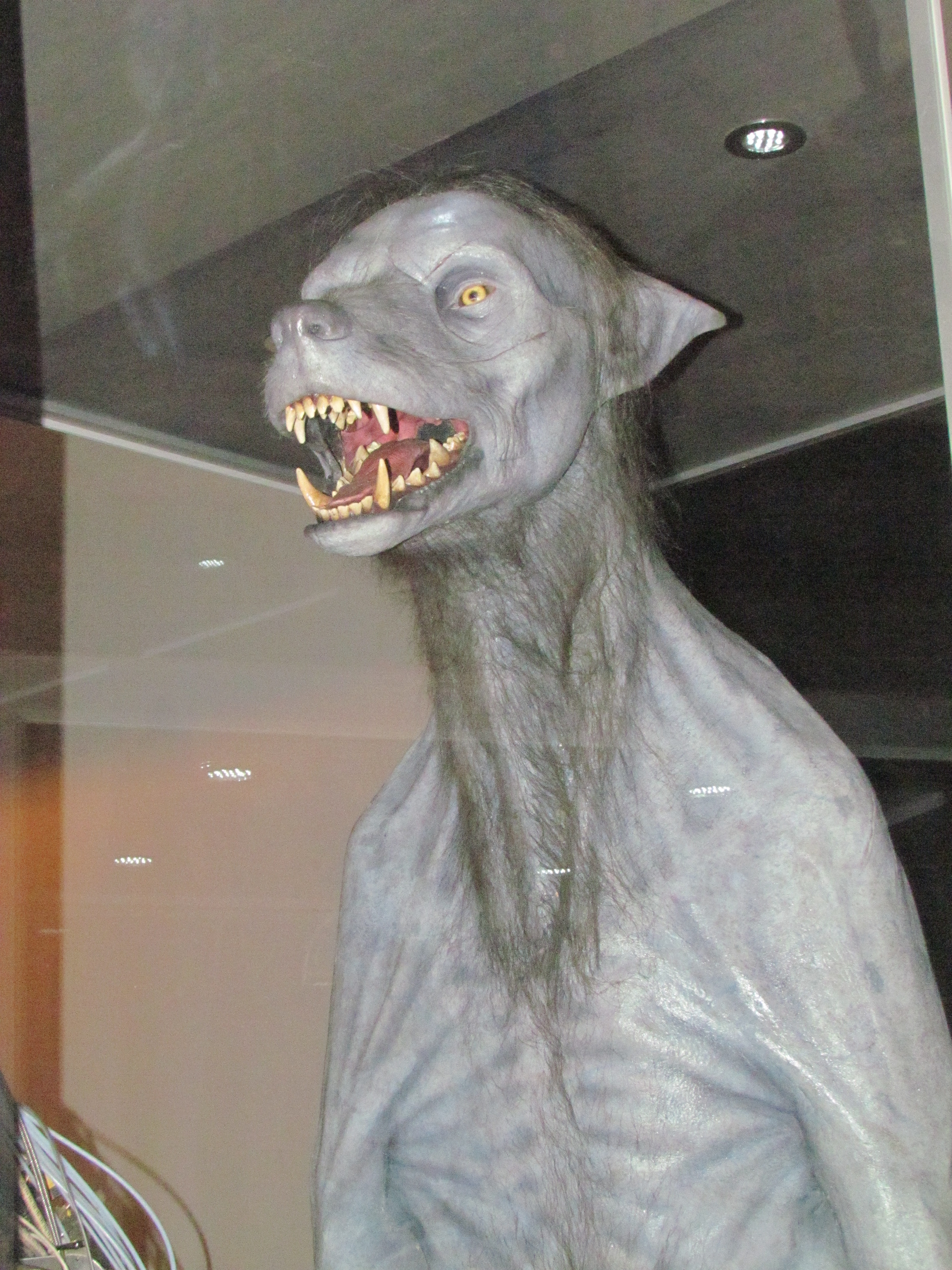
Statua di un lupo mannaro

Originari del Nord Europa e diffusi in tutto il mondo, i lupi mannari (Werewolf) sono esseri umani affetti da licantropia, che una volta al mese, durante le notti di luna piena, si trasformano in bestie feroci simili a lupi. Rappresenta l'unica tra le creature magiche a prediligere come preda gli umani. La classificazione data dal Ministero è dualistica: esso è "essere" quando è in forma umana e "bestia" quando si trasforma. Un lupo mannaro si differenzia da un vero lupo per cinque dettagli, tra cui la forma del muso, le pupille e la coda a ciuffo.
La licantropia è una malattia magica trasmissibile attraverso un morso: un lupo mannaro quindi diventa tale quando viene morso da un altro lupo mannaro nello stato trasformato. Una volta infettata, la vittima deve saper gestire la sua condizione. Le trasformazioni sono inevitabili e molto dolorose. Un lupo mannaro trasformato, per istinto, attacca sempre gli esseri umani vicini a lui. Non ci sono cure che possano guarire dalla licantropia, ma è stata sviluppata la Pozione Antilupo, che, se assunta prima della trasformazione, permette al licantropo di controllarsi mentalmente e fisicamente e non mostrare aggressività. Se il morso viene inferto quando il licantropo è in forma umana, la vittima non diventa un lupo mannaro ma può assumere diversi comportamenti da lupo: ad esempio Bill Weasley, dopo essere stato morso da Fenrir Greyback in forma umana, sviluppa una forte passione per le bistecche al sangue. La condizione di lupo mannaro invece non sembra essere trasmissibile per via genetica, come nel caso del figlio di Remus Lupin e Ninfadora Tonks, Teddy Lupin.
I lupi mannari sono generalmente guardati con timore e disgusto nel mondo magico, quindi visibilmente discriminati. Molti trovano difficile integrarsi nella società o ottenere un lavoro. Un lupo mannaro deve ufficialmente registrarsi al Registro dei lupi mannari e viene costantemente tenuto d'occhio dall'Unità di cattura dei lupi mannari della divisione bestie e supportato dalla divisione esseri. Molti sono costretti a vivere come reietti e nutrono a propria volta un profondo disprezzo verso la società che li rifiuta, rubando e uccidendo. Per questo motivo molti scelgono di sostenere Voldemort, nutrendo l'aspettativa di diritti migliori sotto il suo dominio.
Secondo la Rowling, la figura del lupo mannaro e la sua malattia sono metafore della discriminazione verso alcune persone, ad esempio quelle affette da HIV e AIDS. I lupi mannari citati nella serie sono Remus Lupin, membro dell'Ordine della Fenice, e Fenrir Greyback, schierato coi mangiamorte, che ha morso Lupin rendendolo un suo simile.

### Marciotto
I marciotti (Hinkypunks) sono delle creature che sembrano fatte di nebbia e che portano con sé una luce per ingannare le loro prede. Abitano paludi e pantani, pronti a ingannare gli ignari viaggiatori. Compaiono per la prima volta ne Il prigioniero di Azkaban a una delle lezioni di Remus Lupin e come ostacoli all'esame di difesa contro le arti oscure, organizzato dallo stesso professore.

### Maride

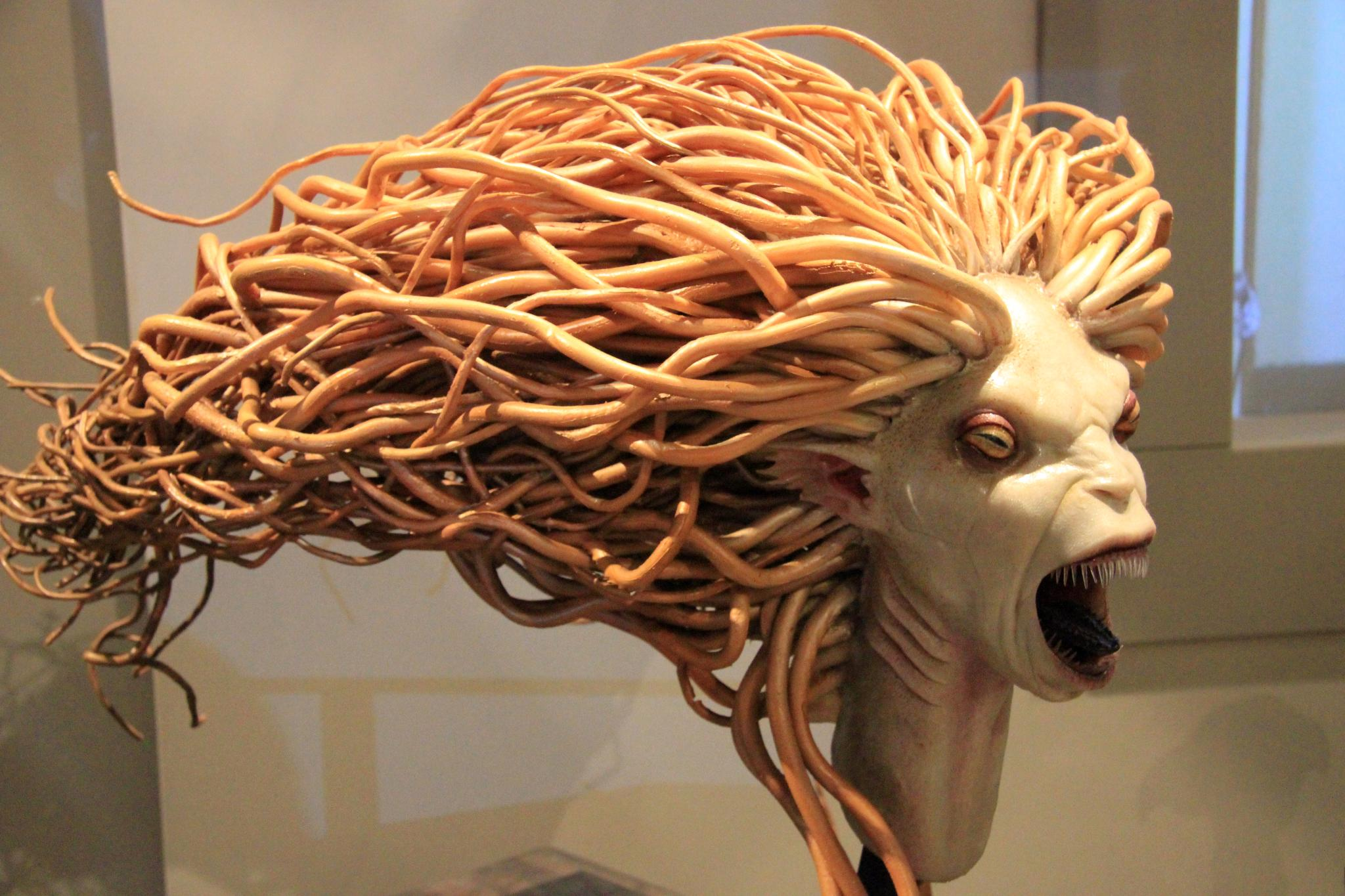
Ricostruzione della testa di un maride

I maridi (Merpeople), chiamati anche "tritoni" e "sirene", sono creature acquatiche umanoidi con la coda da pesce. Parlano in marino (Mermish), lingua abbastanza comprensibile agli umani sott'acqua. La lingua dei maridi è compresa da Silente e da Barty Crouch Senior Sono creature di intelligenza pari o superiore a quella umana, ma hanno fatto richiesta di non essere inclusi nella classificazione degli esseri per non venire accostati alle megere e ai vampiri; per questo fanno parte delle bestie. Non si interessano degli affari delle altre specie, ma possono diventare pericolosi per la loro bellicosità e per trascinare nuotatori occasionali sott'acqua. Hanno una propria cultura e un'organizzazione sociale particolarmente avanzata, amano la musica e vivono in insediamenti sottomarini costituiti da abitazioni in pietra.
I maridi sono diffusi in tutto il mondo e sono conosciuti con nomi diversi in base all'area geografica dove vivono: vengono ad esempio chiamati sirene e tritoni nell'area mediterranea, selkie in Scozia e merrow in Irlanda. Una comunità di maridi del ceppo scozzese vive sul fondo del Lago Nero di Hogwarts e compare nella seconda prova del Torneo Tremaghi. I maridi di Hogwarts sono caratterizzati da una pelle grigiastra, i capelli verde scuro e gli occhi gialli.

### Megera
Le megere (Hags), dette anche fattucchiere o streghe nel senso dispregiativo del termine, sono streghe brutte e vecchie, con quattro dita per piede, che possiedono magie rudimentali della terra e abilità di mutaforma e d'illusione. Si distinguono per la loro dieta a base di bambini e fegato crudo, leggenda probabilmente falsa. Sono la ragione per cui i centauri e i maridi non vollero essere inclusi nel gruppo degli esseri, trovando disgustoso essere classificati nella stessa categoria delle megere.

### Molliccio
I mollicci (Boggarts) sono dei mutaforma che assumono la forma e i poteri di ciò che spaventa di più chi li osserva; non si conosce l'aspetto di un molliccio quando è inosservato. Si sa che è facile trovarli in spazi ridotti e bui, come i vecchi armadi. Sono classificati come XXX. I mollicci non sono propriamente creature viventi, pertanto non possono essere uccisi; è però possibile sconfiggerli e scacciarli tramite l'incantesimo Riddikulus, che fa assumere al molliccio una forma divertente, che consenta a chi combatte la creatura di scoppiare a ridere, e le risate sono molto efficaci contro i mollicci. La compagnia di più maghi e streghe è utile nell'affrontare un molliccio, in quanto esso, se si trova davanti più persone, non sa che forma assumere e si confonde, finendo spesso per assumere forme per nulla spaventose.
I mollicci compaiono per la prima volta nel terzo libro durante una lezione di Remus Lupin, che spiega agli studenti come affrontarli. Nel quarto libro ne viene inserito uno nella terza prova del Torneo Tremaghi, mentre nel quinto libro Harry e il gruppo di pulizia di Grimmauld Place, 12 ne trovano uno in uno scrittoio che terrorizza la signora Weasley.

### Obscurus
Gli obscurus sono entità sinistre e oscure dalle sembianze di una tempesta nera furiosa e inarrestabile. Queste forze oscure risalgono a quando i maghi erano perseguitati dai babbani; a quei tempi i bambini maghi, per non essere cacciati, nascondevano e reprimevano troppo a lungo la loro magia, ed essa prendeva le sembianze di un obscurus, facendoli diventare degli obscuriali. Gli obscurus sono sostanzialmente la rappresentazione della rabbia e della frustrazione dei loro creatori, per questo attaccano e distruggono indiscriminatamente qualunque cosa capiti loro davanti. Per la loro tendenza a consumare qualsiasi cosa vi entri in contatto, queste creature, così come i loro creatori, tendono a non vivere per più di dieci anni (sebbene nel film Animali fantastici e dove trovarli ve ne sia un caso eccezionale vissuto per più di venti anni). Newt Scamander definisce queste creature come dei parassiti magici, che se vengono separati e isolati dai loro ospiti umani diventano innocui. L'obscuriale Credence Barebone gioca un ruolo di primo piano nel film Animali fantastici e dove trovarli.

### Occamy
Gli occamy sono creature bipedi dal corpo di serpente piumato diffusi in Estremo Oriente e in India. La lunghezza del loro corpo arriva fino ai quattro metri e mezzo e si nutrono di topi e uccelli, qualche volta di scimmie. Sono aggressivi nei confronti di chi si avvicina loro, soprattutto se a difesa delle proprie uova. Nel film Animali fantastici e dove trovarli Newt Scamander ne possiede cinque esemplari tutti cresciuti da lui da quando erano ancora delle uova. In questa versione gli occamy appaiono come dei serpenti piumati dotati di ali e testa da uccello, di colore verde-blu e privi di zampe. Inoltre nel film sono definite creature "aggiustospaziose", ossia in grado di restringersi o allargarsi per occupare tutto lo spazio a loro disposizione.

### Purvincolo
I purvincoli (Murtlaps) sono creature magiche che somigliano a roditori ma con un'appendice sul dorso simile a un anemone di mare. Vivono lungo la fascia costiera britannica. Sono classificati mediamente pericolosi, XXX, in quanto attaccano maghi e babbani che malauguratamente li calpestano. Le loro appendici, se messe in salamoia e ingerite, posseggono il dono di rendere resistenti a incantesimi e maledizioni ma un eccesso provoca la crescita di ciuffi di pelo viola dalle orecchie. Nell'Ordine della Fenice Hermione prepara una soluzione con i tentacoli di purvincolo per alleviare il dolore alla mano di Harry dopo che Dolores Umbridge lo costringe a incidersela per punizione. Nel film Animali fantastici e dove trovarli un esemplare di purvincolo esce dalla valigia di Newt Scamander attaccando e mordendo al collo Jacob Kowalski.

### Schiopodo sparacoda
Gli schiopodi sparacoda (Blast-Ended Skrewts) sono un pericoloso incrocio tra una manticora e un fiammagranchio. Hanno l'aspetto di un granchio allungato o di uno scorpione, con una corazza incredibilmente resistente agli incantesimi, e non sembrano essere dotati di testa. Sebbene da piccoli sembrino innocui granchietti, dopo qualche mese arrivano a misurare anche tre metri di lunghezza. I maschi sono provvisti di un pungiglione, mentre le femmine hanno un organo sulla pancia che permette loro di succhiare il sangue. Entrambi i sessi possiedono poi un'appendice che sputa fiamme. Sono classificati XXXX. Figurano per la prima volta nel quarto libro, quando Rubeus Hagrid decide di renderli oggetto di studio nella sua classe di cura delle creature magiche.

### Sfinge
Le sfingi (Sphinxes) sono mostri con il corpo di leone e la testa umana provenienti dall'Egitto. Sono creature intelligenti, capaci di parlare il linguaggio umano e che adorano porre enigmi e indovinelli. Tuttavia sono classificate tra le bestie e non tra gli esseri a causa della loro natura violenta. Per via dell'istinto delle sfingi a proteggere i loro beni, sono state utilizzate per secoli dai maghi e dalle streghe come animali da guardia. Durante la terza prova del Torneo Tremaghi Harry si imbatte in una sfinge, la quale gli pone un indovinello. Dopo essere riuscito a rispondere correttamente, la creatura gli permette di passare per raggiungere la coppa senza aggredirlo.

### Snaso
Gli snasi (Nifflers) sono esserini neri, soffici e dal lungo muso. Hanno gli arti anteriori piatti, che permettono loro di scavare con molta facilità. Vivono infatti in tane sotterranee profonde sei metri e la loro cucciolata varia da sei a otto piccoli. Sono incondizionatamente attratti da qualsiasi oggetto luccicante e per questo scavano sovente nel terreno in cerca di tesori. Questa loro tendenza li porta a devastare i giardini e attaccare chiunque indossi cose preziose e luccicanti, quindi non sono addomesticabili e vengono classificati XXX. Solo i folletti se ne servono per scavare in cerca di tesori. Gli snasi compaiono per la prima volta a una lezione di Hagrid ne Il calice di fuoco. Nell'Ordine della Fenice alcuni studenti giocano uno scherzo a Dolores Umbridge nascondendo uno snaso nel suo ufficio, il quale lo devasta alla ricerca di cose preziose per poi saltare addosso alla stessa Umbridge per prendere i suoi anelli. Nel film Animali fantastici e dove trovarli Newt Scamander possiede uno snaso comico e pasticcione che non resiste a rubare ogni cosa che luccica. Nel film assomiglia a un incrocio tra una talpa e un ornitorinco ed è dotato di un marsupio in grado di contenere infinite quantità d'oro e altri oggetti preziosi.

### Thestral

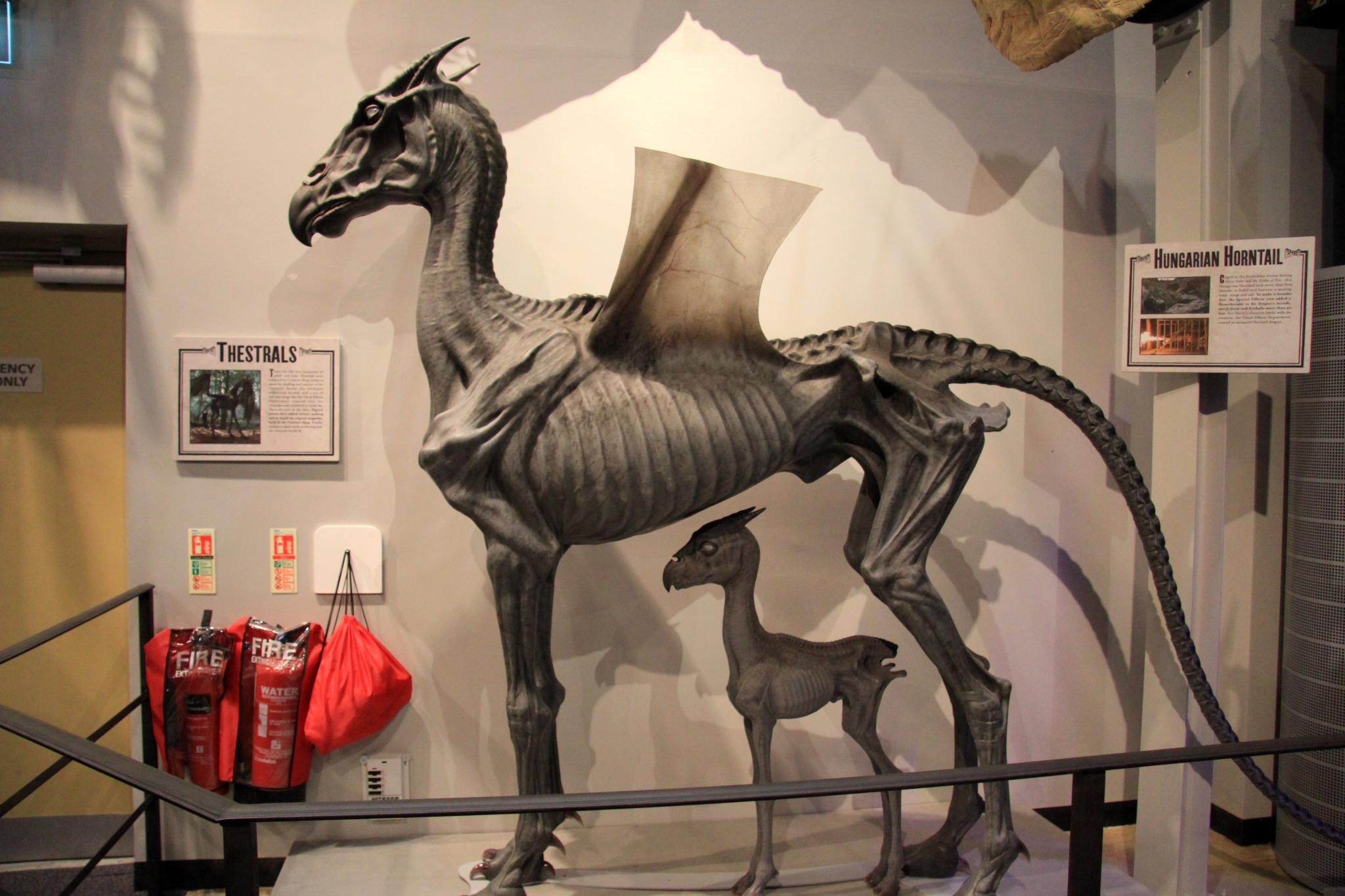
Ricostruzione di un thestral

I thestral, testri nella prima traduzione edizione italiana del libro Gli animali fantastici: dove trovarli, sono cavalli alati che possono essere visti fisicamente solo da chi ha assistito in prima persona alla morte di un essere umano ed è stato emotivamente capace di comprendere l'evento. Sono di color nero scuro e hanno corporatura ossuta e muso da rettile, occhi bianchi e lucidi e grosse ali da pipistrello. Per via del loro aspetto sinistro e della loro macabra reputazione sono considerati pericolosi e portatori di sventura, motivo per cui sono stati perseguitati e cacciati, ma in realtà sono pacifici, gentili e servizievoli. Sono originari delle Isole britanniche, ma sono stati avvistati anche sul continente, in Francia e nella penisola iberica. Hagrid alleva un manipolo di thestral nella Foresta proibita, i quali vengono impiegati a Hogwarts per trainare le carrozze con gli studenti dalla stazione di Hogsmeade al castello e ritorno nel primo e nell'ultimo giorno dell'anno scolastico. La maggior parte degli studenti è incapace di vederli e crede pertanto che le carrozze siano animate per magia. Harry è in grado di vederli per la prima volta nell'Ordine della Fenice dopo aver assistito alla morte di Cedric Diggory nel libro precedente.
L'autrice J. K. Rowling ha rivelato che il nucleo della Bacchetta di Sambuco è formato da un pelo di crine di thestral, una sostanza che viene usata raramente per via della sua complessità ma che garantisce una potenza senza eguali.

### Troll
I troll sono esseri giganteschi, alti fino a tre metri e mezzo, del peso di una tonnellata e dalla forza prodigiosa. Sono originari della Scandinavia, ma si sono diffusi in buona parte dell'Europa. La lingua troll viene espressa attraverso grugniti. Sono violenti, stupidi e ottusi e per questo sono stati declassati tra le bestie dopo essere stati inclusi per qualche tempo tra gli esseri. Possono nutrirsi di qualunque tipo di carne e non si fanno scrupoli ad assaggiare quella umana. Alcuni troll, un po' più intelligenti, vengono addestrati e impiegati come guardiani. Si distinguono tre tipi di troll: i troll di montagna (Mountain Trolls), ovvero il tipo di troll che Harry, Ron e Hermione incontrano nel primo anno, hanno la pelle grigiastra e bitorzoluta ed emanano un odore orribile; i troll della foresta (Forest Trolls), che hanno la pelle verde; e i troll d'acqua (Water Troll), che sono dotati di corna e hanno la pelle violacea. Tutti i tipi di troll sono classificati come XXXX. Nel primo libro la traduzione italiana li chiama demoni o mostri.

### Tuono alato
I tuoni alati (Thunderbirds) sono giganteschi e magnifici uccelli dotati di tre paia d'ali e due code, mentre le loro piume hanno riflessi dorati. Hanno la capacità di creare tempeste battendo le ali e di prevedere istintivamente il verificarsi di eventi soprannaturali. Sono originari del Nord America, in particolare dell'Arizona, ma a causa della loro rarità vengono spesso catturati e commerciati illegalmente in tutto il mondo. Nel film Animali fantastici e dove trovarli Newt Scamander si prende cura di un tuono alato di nome Frank, trovato brutalmente incatenato in Egitto. La sua intenzione di liberare la creatura in Nord America è la ragione per cui il mago giunge a New York. Newt decide infine di liberare Frank in anticipo, in modo che l'animale attraverso il suo potere di creare tempeste possa far piovere il veleno di velenottero, obliviando tutta New York, prima di volare via libero.

### Unicorno
Gli unicorni (Unicorns) sono creature simili ai cavalli ma con un lungo corno sulla fronte. Nell'età adulta sono bianchi splendenti, da puledri dorati e nell'età media argentati. Vengono classificati come XXXX, sebbene difficilmente aggrediscano senza essere provocati. Solitamente sono schivi ed evitano il contatto con gli esseri umani, ma occasionalmente gli esemplari adulti preferiscono farsi avvicinare dalle persone di sesso femminile, mentre quelli giovani a volte apprezzano anche la compagnia degli umani maschi. Bere il loro sangue permette di rimanere in vita anche se si è a un passo dalla morte, ma condanna la persona a un'esistenza maledetta per aver ucciso un essere così innocente, bello e puro. Nella Pietra filosofale Voldemort, che alberga nel corpo di Quirinus Raptor, si tiene in vita bevendo il sangue degli unicorni della Foresta proibita. I peli della criniera e della coda degli unicorni sono inoltre dei materiali utilizzati per fabbricare i nuclei delle bacchette magiche.

### Vampiro
I vampiri (Vampires) sono creature dalle sembianze umane ma con lunghi canini con cui succhiano il sangue alle proprie vittime. Muoiono se esposti alla luce solare, quindi vivono sempre nelle tenebre. Odiano l'aglio e li si può uccidere solamente conficcando loro un paletto nel cuore o decapitandoli. Vengono studiati in difesa contro le arti oscure e il Ministero della Magia ne regola il trattamento. Nella serie ne compare solo uno, di nome Sanguini, ospite a una delle feste di Horace Lumacorno ne Il principe mezzosangue.

### Veela
Le veela sono esseri semi-umani dall'aspetto di donne bellissime, con lunghi capelli color oro pallido e la pelle candida come la luna. Attirano e irretiscono gli uomini con il loro aspetto e il loro canto. Quando però si arrabbiano e perdono il controllo si trasformano in creature orrende, con la testa d'uccello, le ali squamose, e lanciano palle di fuoco. I capelli delle veela possiedono proprietà magiche e vengono talvolta utilizzati come materiale per il nucleo delle bacchette magiche. Sono in grado di riprodursi con gli esseri umani, infatti la nonna di Fleur Delacour era una veela ed è l'origine del fascino magnetico della ragazza.

### Velenottero
I velenotteri (Swooping Evil) sono creature simili a farfalle, dal manto blu e verde, e in grado di volare. Possono rimpicciolirsi in un bozzolo a piacimento. Possiedono un potente veleno che provoca una forte amnesia, in modo simile all'incantesimo Oblivion. Tale veleno viene fatto precipitare alla fine del film Animali fantastici e dove trovarli su New York per far dimenticare alla popolazione gli avvenimenti magici ivi accaduti.

### Vermicolo
I vermicoli (Flobberworms) sono vermi lunghi circa 25 cm. Sembra siano utili per la preparazione di alcune pozioni. Sono creature noiosissime, classificate come X, che ne Il prigioniero di Azkaban predominano quasi tutte le lezioni di Hagrid dopo l'incidente con Fierobecco. Compaiono anche come prova d'esame del terzo anno di Harry, Ron e Hermione per cura delle creature magiche.